# بلوتوث
البلوتوث  (بالإنجليزية: Bluetooth) هي تقنية اتصالات معيارية لنقل البيانات بين العقد المتحركة عبر المسافات القصيرة، باستعمال أمواج المذياع ذات الترددات فوق العاليّة (UHF) في الحزمة الصناعية العلمية الطبية (ISM) لبناء الشبكات الشخصية (PAN). بدء تطوير هذه التقنية في شركة إريكسون في العام 1994م، لتكون بديلاً للأسلاك العاملة بمعيار آر إس 232 (RS-232).
يتمّ إدارة وتطوير معيار البلوتوث عبر مجموعة التطوير الخاصة البلوتوث (SIG)، والتي تضم أكثر من 30 ألف شركة عضو في مجالات الاتصالات البعادية والحوسبة والشبكات والإلكترونيات. أصدر معهد مهندسي الكهرباء والإلكترونيات معياراً للبلوتوث تحت الاسم الرمزي (IEEE 802.15.1)، لكنّه توقف عن إدارة عملية التطوير، وهي الآن تحت إشراف مجموعة التطوير الخاصة البلوتوث، وهي تحدد المواصفات التي يجب على الشركات المصنعة الالتزام بها.

## الأصل
بدأ تطوير تقنية الراديو «قصيرة الارتباط»، والتي تم تسميتها لاحقًا باسم بلوتوث، في عام 1989 من قِبل نيلس ريدباك يوهان اولمان في شركة الاتصالات اريكسون في لوند بالسويد. كان الهدف هو تطوير سماعات رأس لاسلكية، وفقًا لاختراعين من تأليف يوهان أولمان، SE 8902098-6 ، الصادر في عامي 1989-06-12 و SE 9202239 ، الصادر في 1992-07-24 .كلف نيلز ريدبيك تورد وينجرن بتحديد المواصفات وجاب هارتسن وسفين ماتسون بالتطوير. كلاهما كانا يعملان لصالح إريكسون في مدينة لوند. ابتكرها المهندس الكهربائي الهولندي جاب هارتسن، الذي يعمل بشركة إريكسون للاتصالات في عام 1994.

## التسمية والشعار

### التسمية
اسم البلوتوث هو نسخة أنجليكانية من الكنية الاسكندنافية للملك هارالد البلجيكي في القرن العاشر الذي وحد القبائل الدنماركية المتحاربة في مملكة واحدة. المعنى الضمني هو أن بلوتوث توحد بروتوكولات الاتصال.
تم اقتراح فكرة هذا الاسم في عام 1997 من قبل جيم كارداش من شركة إنتل التي طورت نظامًا يسمح للهواتف المحمولة بالاتصال بأجهزة الكمبيوتر. في وقت هذا الاقتراح كان يقرأ رواية فرانس جي بينجسون التاريخية السفن الطويلة عن الفايكنج والملك هارالد بلوتوث.

### الشعار
إن شعار البلوتوث ناتج من ارتباط الأحرف الرونية، حرف (ᚼ، Hagall) وحرف (ᛒ، Bjarkan) وهما ما يشكلان اسم هارالد بجاركان.

## تعريف البلوتوث
يُمكّن نظام البلوتووث الأجهزة الموجودة في إطار تغطية الموجات من الاتصال مع بعضها بعضا، تستخدم هذه الأجهزة في الحقيقة موجات لاسلكية للاتصال في ما بينها لذلك لا يشترط بوجود الأجهزة في صف واحد أو على خط واحد بل يمكن ان تكون الأجهزة موجودة في غرف مختلفة ولكن يجب أن تكون إشارة البلوتوث قوية لتغطي هذه المساحة
بلوتوث هو معيار تم تطويره من قبل مجموعة من شركات الإلكترونيات للسماح لأي جهازين إلكترونيين - حواسيب وهواتف خلوية ولوحات المفاتيح... - بالقيام بعملية اتصال وحدها بدون أسلاك أو كابلات أو أي تدخل من قبل المستخدم.
الشركات التي تنتمي إلى مجموعة الاهتمام الخاص ببلوتوث، والتي يقدر عددها بحوالي 1000 شركة، تريد أن تحل اتصالات البلوتوث اللاسلكية محل الأسلاك لوصل خطوط الهاتف والحواسيب.

## التنفيذ
تعمل البلوتوث على ترددات بين 2402 و 2480 ميغاهيرتز، أو 2400 و 2483.5 ميغاهيرتز، بما في ذلك نطاق الحماية بعرض 2 ميجاهرتز في النطاق السفلي وعرض 3.5 ميجا هرتز في العلوي. وهذا في نطاق الترددات المذياعية القصيرة المدى 2.4 جيجا هيرتز الغير مرخصة من قبل منظمة ISM. تستخدم تقنية بلوتوث تقنية لاسلكية تسمى القفز الترددي. تقوم تقنية بلوتوث بتقسيم البيانات إلى حزم، وتقوم بنقل كل حزمة على واحدة من 79 قناة من قنوات البلوتوث المحددة. كل قناة لديها عرض نطاق ترددي قدره 1 ميغاهرتز. وعادةً ما يتم إجراء 1600 قفزة في الثانية، مع إتاحة نظام ال AFH  يستخدم بلوتوث ذو الطاقة القليلة تباعد قدره 2 ميجاهرتز، والذي يستوعب 40 قناة.
في الأصل، كان التشكيل الغاوسي لتغير نطاق التردد (GFSK) هو مخطط التشكيل الوحيد المتاح. منذ صدور البلوتوث أصبح من الممكن استخدام ال (2.0 + EDR ، π / 4-DQPSK) وأيضًا استخدام تضمين الطور الرقمي (8 DPSK) بين الأجهزة المتوافقة. ويقال إن الأجهزة التي تعمل على تحويل التردد الغاوسي تعمل في وضع المعدل الأساسي حيث يمكن الحصول على معدل تدفق قدره 1 ميغابت / ثانية. يُستخدم مصطلح «معدل البيانات المحسنة» لوصف أنظمة π / 4-DPSK و 8-DPSK ، كل منها يعطي 2 و 3 ميجا بت / ثانية على التوالي. يتم تصنيف اتحاد وضعي معدل البيانات المحسنة والمعدل الاساسي في تقنية راديو البلوتوث على أنها راديو من نوع BR / EDR.
البلوتوث هو بروتوكول قائم بشكل اساسي على حزم البيانات ضمن معمارية الفرعي/ الرئيسي (master/slave). قد يتواصل الرئيسي مع ما يصل إلى سبعة من الفرعيين في شبكة البيكونيت. تشترك جميع الأجهزة في نفس نظام توقيت الرئيسي لهذه الشبكة. يستند تبادل حزم البيانات على الساعة الأساسية، التي يحددها الرئيسي، والتي تقطع الفترات الزمنية 312.5 مايكرو ثانية. وتشكل تعليمتان من الساعة فصلاً مقداره 625 مايكرو ثانية، وكل اثنين يشكلان زوج من 1250 ميكرو ثانية. في الحالة البسيطة للحزم ذات الفصل الواحد، ينقل الرئيسي عند الفواصل ذات العدد الزوجي ويستقبل عند الاعداد فردية. وفي المقابل، يستلم الفرعي عند الفواصل ذات العدد الزوجي وينقل عند الفردية. الحزم قد تكون بطول 1، 3 أو 5 فواصل، ولكن في جميع الحالات يبدأ انتقال من الرئيسي عند الفواصل الزوجية والفرعي عند الفردية.
ما ورد أعلاه يستثنى منه البلوتوث منخفض الطاقة، الذي تم تقديمه في مواصفات 4.0، والذي يستخدم نفس الطيف ولكن بطريقة مختلفة نوعًا ما.

### الاتصال والتواصل
يمكن لجهاز الرئيسي استخدام تقنية البلوتوث للاتصال مع سبعة أجهزة كحد أقصى في شبكة كمبيوتر مخصصة تستخدم تقنية البلوتوث، ولكن ليس كل الأجهزة تصل إلى هذا الحد الأقصى. يمكن للأجهزة تبديل الأدوار، بالاتفاق، ويمكن أن يصبح الفرعي هو الرئيسي (على سبيل المثال، تبدأ السماعة البادئة بالاتصال بالهاتف كقاعدة رئيسية - كمبادرة للاتصال - ولكنها قد تعمل لاحقاً كجزئية فرعية.
توفر مواصفات بلوتوث الأساسية توصيل اثنين أو أكثر من شبكة كمبيوتر تستخدم تقنية البلوتوث مع بعضهما لتشكيل الشبكات المبعثرة scatternet، حيث تلعب بعض الأجهزة في نفس الوقت دور رئيسي في الشبكة ودور الفرعي في الشبكة الأخرى.
يمكن نقل البيانات بين الجهاز الرئيسي والجهاز الآخر (باستثناء وضع البث المستخدمة قليلا) يختار الرئيسي الجهاز الفرعي الذي يجب مخاطبته، عادة فإنه يتحول بسرعة من جهاز إلى آخر بطريقة راوند روبين. بما أن الرئيسي هو الذي يختار الفرعي الذي يخاطبه، في حين أن الفرعي (من الناحية النظرية) من المفترض أن يستمع في كل عملية استقبال، كون العبء أخف على الرئيسي منه على الفرعي. من الممكن أن تكون رئيسيًا بسبعة أفرع؛ ومن الممكن أن تكون فرعي لأكثر من رئيس واحد. هنا تكون المواصفات غامضة فيما يتعلق بالسلوك المطلوب في الشبكات المبعثرة.

## الاستخدامات
| المدى (متر) | القيمة العظمى للطاقة المسموح بها | القيمة العظمى للطاقة المسموح بها | الفئة |
| المدى (متر) | (dBm)                            | (mW)                             | الفئة |
| ~100        | 20                               | 100                              | 1     |
| ~10         | 4                                | 2.5                              | 2     |
| ~1          | 0                                | 1                                | 3     |
| ~0.5        | -3                               | 0.5                              | 4     |

البلوتوث هو بروتوكول اتصالات قياسي لاستبدال الأسلاك مصمم بشكل أساسي من أجل استهلاك منخفض للطاقة، مع نطاق قصير يعتمد على رقائق صغيرة مستقبلة ذات تكلفة منخفضة في كل جهاز. نظرًا لأن الأجهزة تستخدم نظام اتصالات لاسلكي (إذاعي)، فلا يلزم أن تكون في نطاق الرؤية البصرية لبعضها البعض؛ ومع ذلك، يجب أن يكون مسار لاسلكي بصري شبه قابل للاستمرار. النطاق يعتمد على فئة الطاقة، ولكن النطاقات الفعالة تختلف في الممارسة. انظر الجدول «نطاقات أجهزة البلوتوث حسب الفئة».
تتمتع أجهزة المذياع من الفئة 3 رسميًا بمدى يصل إلى 1 متر (3 قدم) الفئة 2 الأكثر شيوعًا في الأجهزة المحمولة، 10 أمتار (33 قدمًا)، والفئة 1، في المقام الأول لحالات الاستخدام الصناعي، 100 متر (300 قدم)  حدد تسويق البلوتوث أن نطاق الفئة 1 يكون في معظم الحالات 20-30 مترًا (66-98 قدمًا)، وأن تتراوح الفئة 2 من 5 إلى 10 أمتار (16–33 قدمًا). سيعتمد النطاق الفعلي الذي تم تحقيقه بواسطة رابط معين على صفات الأجهزة في كلا طرفي الوصلة، بالإضافة إلى ظروف الهواء فيما بينها، وعوامل أخرى.
ويتفاوت المدى الفعال تبعاً لظروف الانتشار، وتغطية المادة، وتغيرات عينات الإنتاج، وتشكيلات الهوائي، وظروف البطاريات. معظم تطبيقات البلوتوث مخصصة للظروف الداخلية حيث يجعل توهين الجدران وتضائل الإشارة بسبب انعكاسات الإشارة المدى أقل بكثير من المدى المحدد لنطاقات الرؤية في منتجات البلوتوث.
معظم تطبيقات البلوتوث هي أجهزة من الفئة 2 تعمل بالبطارية، مع اختلاف بسيط في النطاق سواء كان الطرف الآخر من الوصلة جهازًا من الفئة 1 أو الفئة 2 نظرًا لأن الجهاز الذي يعمل بالطاقة الأقل يميل إلى تعيين حد النطاق. في بعض الحالات، يمكن توسيع النطاق الفعال لوصلة البيانات عندما يتم توصيل جهاز من الفئة 2 بأجهزة الإرسال والاستقبال من الفئة 1 مع كل من حساسية أعلى وقوة إرسال أكثر من جهاز من الفئة 2. ولكن في الغالب، تتمتع أجهزة الفئة 1 بحساسية مشابهة لأجهزة الفئة 2. يمكن أن يتيح توصيل جهازي الأجهزة من الفئة الأولى اللذان يتصفان بالحساسية العالية والطاقة العالية نطاقات تفوق بكثير مسافة 100 متر المعتادة، وهذا يعتمد على الإنتاجية المطلوبة من قبل التطبيق. تسمح بعض هذه الأجهزة بمدى مجال مفتوح يصل إلى كيلومتر واحد ومن الجانب الآخر يجب عدم تجاوز حدود البث القانونية بين جهازين متشابهين.
تحدد مواصفات بلوتوث الأساسية نطاقًا لا يقل عن 10 أمتار (33 قدمًا)، ولكن لا يوجد حد أعلى للنطاق الفعلي. يمكن ضبط تطبيقات المصنَعين لتوفير النطاق المطلوب لكل حالة.

### سمات البلوتوث
لاستخدام تقنية بلوتوث اللاسلكية، يجب أن يكون الجهاز قادرًا على تفسير ملفات تعريف بلوتوث معينة، وهي تعريفات للتطبيقات الممكنة وتحديد السلوكيات العامة التي تستخدمها الأجهزة التي تدعم تقنية بلوتوث للاتصال بأجهزة بلوتوث الأخرى. تتضمن ملفات التعريف هذه إعدادات للتحديد والتحكم في الاتصال من البداية. يؤدي الالتزام باستخدام الملفات الشخصية إلى توفير وقت إرسال البيانات من جديد قبل أن يصبح الارتباط ثنائي الاتجاه فعالاً. هناك مجموعة واسعة من ملفات تعريف البلوتوث التي تصف العديد من أنواع مختلفة من التطبيقات أو حالات الاستخدام للأجهزة.
قائمة التطبيقات

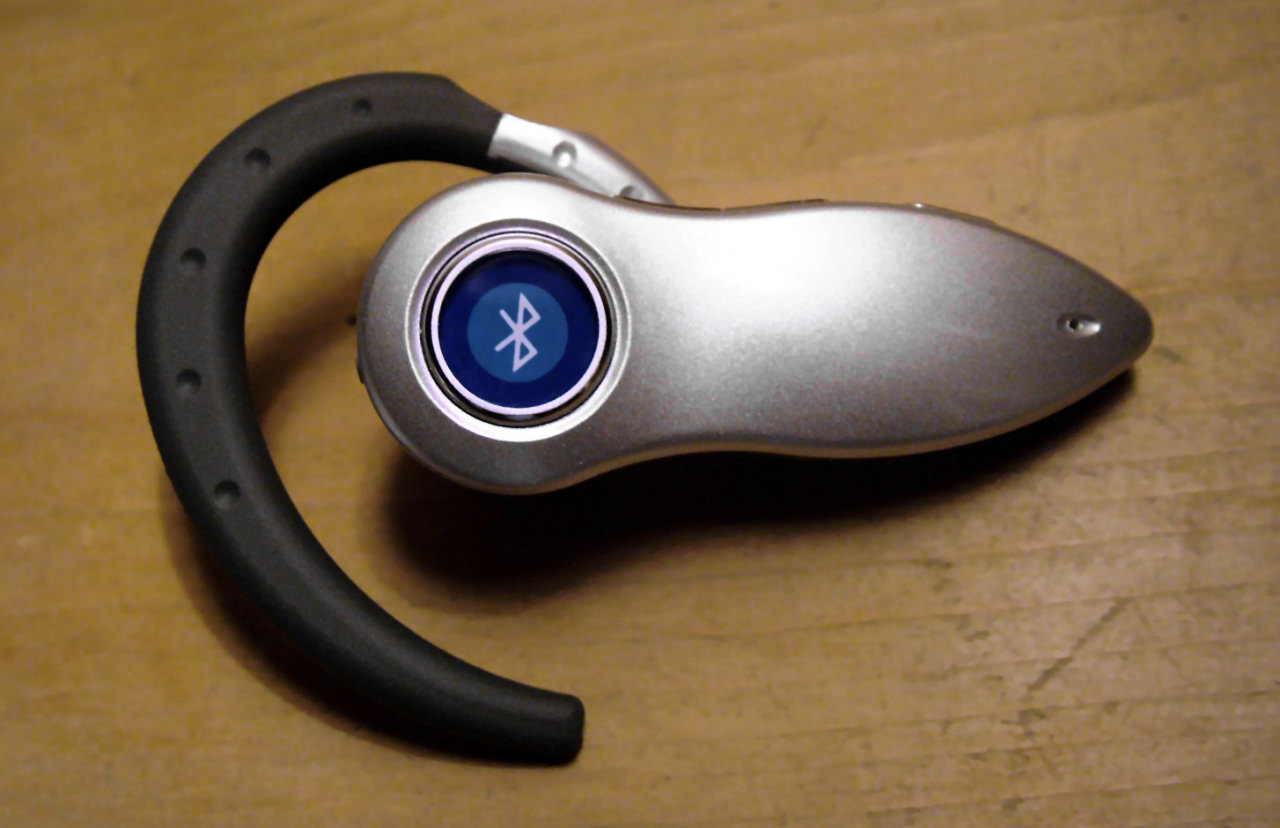
سماعة بلوتوث تقليدية للهاتف المحمول

- التحكم اللاسلكي والاتصال بين الهاتف المحمول وسماعة رأس حر. كان هذا واحدًا من أقدم التطبيقات لتصبح شعبية.[24]
- التحكم اللاسلكي والتواصل اللاسلكي بين الهاتف المحمول ونظام ستيريو سيارة متوافق مع بلوتوث.
- التحكم اللاسلكي والتواصل مع هواتف آيفون وأندرويد، والأجهزة اللوحية، ومكبرات الصوت اللاسلكية المحمولة.[25]
- سماعه بلوتوث لاسلكية والاتصال الداخلي. وتسمى أحيانًا سماعات الرأس «بلوتوث».
- بث صوتي لاسلكي إلى سماعات الرأس مع إمكانيات الاتصال أو بدونها.
- تدفق بيانات لاسلكيا التي يتم جمعها بواسطة أجهزة الرياضة التي تدعم تقنية البلوتوث إلى الهاتف أو الحاسوب الشخصي.[26]
- الشبكات اللاسلكية بين أجهزة الحاسوب في مساحة محصورة حيث يكون النطاق الترددي المطلوب صغيرًا.[27]
- الاتصالات اللاسلكية بين أجهزة الحاسوب والمدخلات والمخرجات، والأكثر شيوعًا هو الماوس ولوحه المفاتيح والالطابعة.
- نقل الملفات وتفاصيل الاتصال ومواعيد التقويم، والتذكير بين الأجهزة مع OBEX.
- استبدال الاتصالات التسلسلية السلكية السابقة RS-232 في معدات الاختبار وأجهزة استقبال نظام تحديد المواقع العالمي والمعدات الطبية وأجهزة مسح الرمز الشريطي وأجهزة التحكم في حركة المرور.
- بالنسبة إلى عناصر التحكم التي غالبًا ما تستخدم الأشعة تحت الحمراء.
- بالنسبة إلى التطبيقات ذات النطاق الترددي المنخفض، حيث لا يلزم توفر عرض نطاق ترددي أعلى من نطاق ال USB ويرغب اتصال بدون سلك.
- جسر لاسلكي بين إيثرنت لشبكتين صناعتين (على سبيل المثال، شبكات البروفاينت) [28]
- اما أجهزة ألعاب الجيل السابع والثامنة مثل نينتندو ووي، [29]، وبلاي ستيشن 3 من سوني، فتستخدم البلوتوث في التحكم اللاسلكي الخاص بها.
- الاتصال الهاتفي بالإنترنت على أجهزة الحاسوب الشخصية أو pda باستخدام الهاتف المحمول قادر على استخدام البيانات كمودم لاسلكي.
- إرسال قصير المدى لبيانات المستشعرات الصحية من الأجهزة الطبية إلى الهاتف المحمول أو جهاز فك التشفير أو أجهزة مخصصة للصحة عن بُعد.[30][31]
- السماح لهاتف DECT بإجراء رنين والرد على المكالمات نيابةً عن هاتف جوال قريب.
- تُستخدم أنظمة الموقع في الوقت الفعلي لتتبع وتحديد مواقع الكائنات في الوقت الفعلي باستخدام «العقد» أو «العلامات» المرفقة مع الكائنات المتعقبة و«القراء» الذين يقومون بتلقي ومعالجة الإشارات اللاسلكية من هذه العلامات لتحديد مواقعها.[32]
- تطبيق الأمن الشخصي على الهواتف المحمولة لمنع السرقة أو فقدان العناصر. يحتوي العنصر المحمي على علامة بلوتوث (في اتصال دائم بالهاتف. إذا كان الاتصال مخترقًا (تكون العلامة خارج نطاق الهاتف)، فسيتم إرسال تنبيه. يتوفر منتج يستخدم هذه التكنولوجيا منذ عام 2009.[33]
- يستخدم قسم المرور في مدينة كالجاري في ألبرتا، في الطرق في كندا البيانات التي تم جمعها من أجهزة البلوتوث للمسافرين للتنبؤ بأوقات السفر واكتظاظ الطريق لسائقي السيارات.[34]
- الإرسال اللاسلكي للصوت (بديل أكثر موثوقية لأجهزة إرسال FM)
- بث مباشر للفيديو على جهاز الزرع البصري من قبل نبيل فتاح في جامعة نيوكاسل عام 2017.[35]

### البلوتوث والواي فاي (معيار IEEE 802.11)
البلوتوث والواي فاي (الوايفاي هو اسم العلامة التجارية للمنتجات التي تستخدم معايير (IEEE 802.11) لديها بعض التطبيقات المشابهة: إعداد الشبكات أو الطباعة أو نقل الملفات. تم تصميم واي فاي كبديل للكابلات عالية السرعة للوصول إلى الشبكة المحلية العامة في مناطق العمل أو المنزل. تسمى أحيانًا فئة التطبيقات هذه الشبكات اللاسلكية المحلية (WLAN). كانت البلوتوث مخصصة للمعدات المحمولة وتطبيقاتها. تم توضيح فئة التطبيقات على أنها الشبكة الشخصية اللاسلكية (WPAN). بلوتوث هي بديل للكابلات في مجموعة متنوعة من التطبيقات التي يتم تحميلها شخصيًا في أي إعداد، وتعمل أيضًا لتطبيقات المواقع الثابتة مثل وظائف الطاقة الذكية في المنزل (منظمات الحرارة، إلخ).
تُعد كل من واي فاي وبلوتوث جزءًا لا يتجزأ من تطبيقات الأخرى واستخداماتها. عادةً ما تكون شبكة واي فاي موصلة بالتمركز، مع اتصال جهاز فرعي وجاهز فرعي آخر غير متماثلين مع كل حركة انتقال بيانات الموجهة عبر نقطة الوصول، بينما تكون تقنية بلوتوث متناظرة عادةً، بين جهازي بلوتوث. يعمل البلوتوث بشكل جيد في التطبيقات البسيطة حيث يحتاج جهازان للاتصال مع الحد الأدنى من التكوين مثل الضغط على الزر، كما هو الحال في سماعات الرأس وأجهزة التحكم عن بعد، بينما يتناسب الواي فاي بشكل أفضل في التطبيقات التي تتطلب درجة معينة من تهيئة العميل والسرعات العالية، خاصة للوصول إلى الشبكة. ومع ذلك، توجد نقاط وصول بلوتوث، ويمكن إجراء اتصالات مخصصة مع شبكة واي فاي على الرغم من أنها ليست بسيطة كما هو الحال مع بلوتوث. تم تطوير Wi-Fi Direct مؤخرًا لإضافة وظيفة إضافية تشبه تقنية بلوتوث إلى شبكة واي فاي.

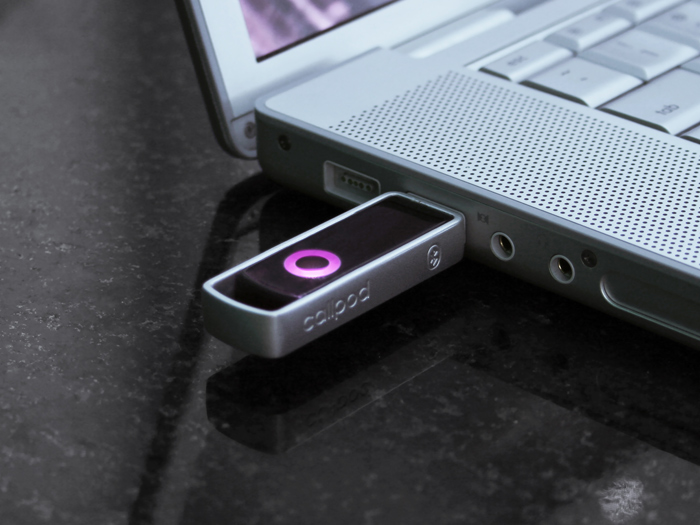
USB بلوتوث بمدى 100n

### الأجهزة
توجد البلوتوث في العديد من المنتجات مثل الهواتف والمكبرات الصوتية والأجهزة اللوحية ومشغلات الوسائط وأنظمة الروبوتات وأجهزة الكمبيوتر المحمولة ومعدات ألعاب الكبلات وكذلك بعض السماعات عالية الوضوح وأجهزة المودم وأجهزة السمع  وحتى الساعات.
نظرًا لتنوع الأجهزة التي تستخدم البلوتوث، إلى جانب تطورات المستمر لسماعات الرأس من قبل شركة أبل، وجوجل، وغيرها من الشركات، وعدم وجود تنظيم من قِبل لجنة الاتصالات الفيدرالية (FCC)، فإن التكنولوجيا عرضة للتدخل. ومع ذلك، فإن بلوتوث مفيد عند نقل المعلومات بين جهازين أو أكثر قريبًا من بعضهما البعض في حالات عرض النطاق الترددي المنخفض. يستخدم بلوتوث عادة لنقل البيانات الصوتية مع الهواتف (على سبيل المثال، مع سماعة بلوتوث) أو بيانات بايت مع أجهزة الكمبيوتر المحمولة باليد (نقل الملفات)
بروتوكولات البلوتوث تسهل اكتشاف وإعداد الخدمات بين الأجهزة. يمكن لأجهزة بلوتوث الإعلان عن جميع الخدمات التي تقدمها. وهذا يجعل استخدام الخدمات أسهل، نظرًا لأنه يمكن إجراء المزيد من الأمان وعنوان الشبكة وتكوين الأذونات بشكل تلقائي أكثر من العديد من أنواع الشبكات الأخرى.

## متطلبات الحاسوب

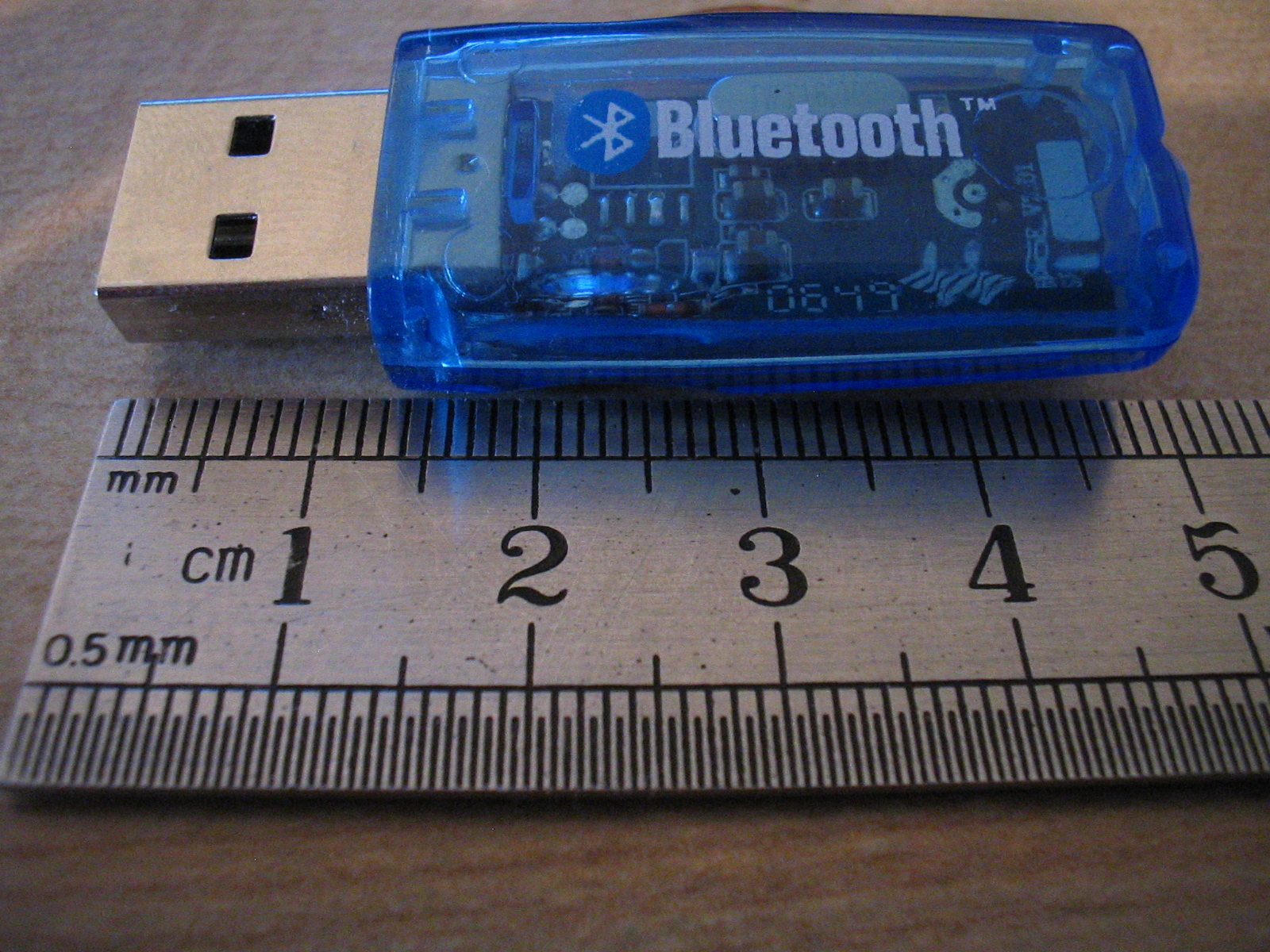
ال USB المعتادة

يمكن لجهاز الحاسوب الشخصي الذي لا يمتلك تقنية البلوتوث المضمنة في الجهاز استخدام محول بلوتوث الذي يمكّن الكمبيوتر من الاتصال بأجهزة البلوتوث. على الرغم من أن بعض أجهزة الكمبيوتر المكتبية وأجهزة الحاسوب المحمولة الحديثة تأتي مرفقة مع مذياع بلوتوث، إلا أن البعض الآخر يتطلب محولًا خارجيًا، وعادةً ما يكون على شكل ناقل تسلسلي عالمي (USB) مشترك صغير
(وحدة حماية بلوتوث /دنغل).
بخلاف ما سبقها، الأشعة تحت الحمراء، تتطلب محولًا منفصلاً لكل جهة، حيث تسمح تقنية البلوتوث لأجهزة متعددة بالاتصال بالحاسوب عبر محول واحد.

### التنفيذ في نظام التشغيل

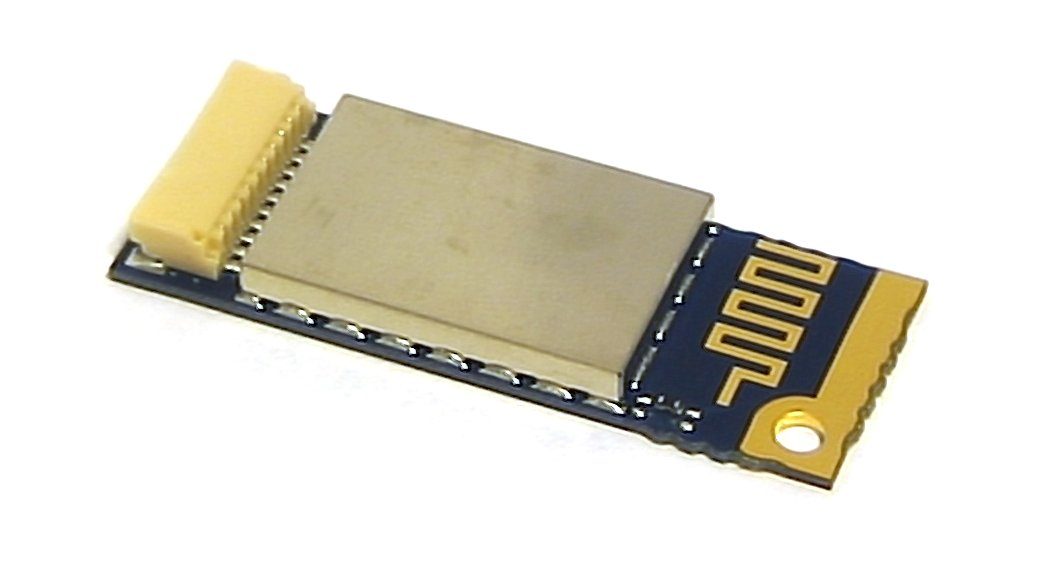
شريحة بلوتوث داخلية للكمبيوتر المحمول (14 × 36 × 4 ملم).

بالنسبة لمنصات شركة مايكروسوفت، تتوافق إصدارات نظم التشغيل (windows XP service pack2 وSP3) بعملها بشكل اساسي مع بلوتوث من نوع v1.1 و v2.0 و v2.0 + EDR. كانت الإصدارات السابقة تتطلب من المستخدمين تثبيت برامج التشغيل الخاصة بمحول البلوتوث، والتي لم تكن مدعومة مباشرة من قبل شركة مايكروسوفت. لا تحتوي برامج البلوتوث الخاصة بشركة مايكروسوفت (المجهزة بأجهزة الكمبيوتر التي تعمل بتقنية البلوتوث) على برامج تشغيل خارجية، وبالتالي تتطلب نظام تشغيل Windows XP SP2 على الأقل. يعمل نظام التشغيل Windows Vista RTM / SP1 مع حزمة الميزات اللاسلكية ويعمل نظام التشغيل Windows Vista SP2 مع بلوتوث v2.1 + EDR. ويعمل Windows 7 مع بلوتوث
v2.1 + EDR ونظام استجابة الاستعلامات الموسع EIR.
تدعم حزم البلوتوث الخاصة بنظامي التشغيل Windows XP و Windows Vista / Windows 7 ملفات تعريف البلوتوث التالية PA و SPP و DUN و HID و HCRP. يمكن استبدال حزم نظام التشغيل Windows XP من خلال حزم طرف ثالث يدعم المزيد من الملفات الشخصية أو أحدث إصدارات البلوتوث. تدعم حزم البلوتوث الخاصة Windows Vista / Windows 7 ملفات التعريف الإضافية التي يوفرها البائع دون الحاجة إلى استبدال حزم Microsoft.
تعمل منتجات Apple مع إصدار بلوتوث Mac OS X v10.2 منذ اصداره في عام 2002.
يحتوي نظام التشغيل لينكس على مجموعتي حزم بلوتوث رائعتين، BlueZ و Affix. تحتوي معظم الاغلفة الأساسية للينكس على حزم BlueZ والتي تم تطويرها في الأصل بواسطة Qualcomm. تم تطوير Affix stack بواسطة شركة نوكيا.
يحتوي نظام التشغيل الFreeBSD على البلوتوث منذ إطلاق النسخة الخامسة منه (v5.0).
يحتوي نظام التشغيل ال NetBSD على تقنية البلوتوث منذ إصداره للنسخة الرابعة v4.0. تم نقل حزم البلوتوث الخاصة به إلى ال OpenBSD أيضًا، إلا أن OpenBSD استبعدته لاحقًا لأسباب أمنية.

## الخصائص والميزات
تم وضع المواصفات من قبل المنظمة المعنية (SIG) الخاصة بالبلوتوث وتم اعلنها رسميا في 20 مايو 1998. اليوم لديها أكثر من 30.000 شركة حول العالم. تم تأسيسها من قبل شركة Ericsson و IBM و Intel و Toshiba و Nokia ثم انضمت إليها العديد من الشركات الأخرى.
تدعم جميع اصدارت معايير البلوتوث التوافق التنازلي. والتي تتيح للإصدار الاخير تغطية جميع الإصدارات الأقدم.
تنتج مجموعة عمل المواصفات الأساسية الخاصة بالبلوتوث (CSWG) أربع أنواع من المواصفات:
- عادة ما تطرح المعاير من قبل منظمة مواصفات البلوتوث الأساسية ويكون بين الإصدار والاخر بضع سنوات
- ملحق مواصفات أساسية (CSA)، يمكن أن يطرح بين دورات الإصدار بحيث ممكن ان تصدر بضع مرات في السنة احيانا.
- يمكن إصدار الملاحق الأساسية (CSS)، بشكل كبير
- Errata (متوفر مع حساب مستخدم: تسجيل الدخول باستخدام اسم Errata)

### البلوتوث 1.0 و 1.0B
كان لدى الإصدارين 1.0, B1.0 العديد من المشكلات، وقد واجه المصنعون صعوبة في جعل منتجاتهم قابلة للتشغيل. كما تضمنت الإصدارات 1.0 و B1.0 الإرسال الإلزامي لعنوان جهاز البلوتوث (BD_ADDR) في عملية التوصيل (مما يجعل إخفاء الهوية مستحيلاً على مستوى البروتوكول)، وهو ما يمثل ثغرة رئيسية لخدمات معينة مخطط لها للاستخدام في المساحات الخاصة البلوتوث.

### بلوتوث 1.1
- تم التصديق عليه كمعيار IEEE 802.15.1-2002.[44]
- تم إصلاح العديد من الأخطاء التي تم العثور عليها في مواصفات v1.0B.
- إضافة إمكانية القنوات غير المشفرة.
- تمت إضافة مؤشر قوة الإشارة (RSSI).

### بلوتوث 1.2
تشمل التحسينات الرئيسية ما يلي:
- اتصال واكتشاف اسرع.
- الطيف الترددي المتكيف القابل للقفز (AFH)، الذي يحسن مقاومة تداخل تردد الراديوعن طريق تجنب استخدام ترددات مزدحمة في تسلسل القفزة.
- سرعات إرسال أعلى في الواقع من V1.1، تصل حتى 721 كيلوبت / ثانية.[45]

- اتصالات متزامنة (eSCO)، والتي تعمل على تحسين جودة الصوت من الروابط الصوتية من خلال السماح بإعادة إرسال الحزم التالفة، والتي قد تزيد بشكل اختياريً زمن انتقال الصوت لتوفير نقل بيانات أفضل بشكل متزامن.
- واجهة جهاز تحكم المضيف (HCI) تعمل مع ثلاثة أسلاك من UART.
- تم التصديق عليه كمعيار IEEE 802.15.1-2005.
- تم تقديم وسائل التحكم في التدفق والتحرير ل L2CAP من خلاله.

### بلوتوث 2.0 + EDR
تم إصدار هذا الإصدار من مواصفات البلوتوث الأساسية في عام 2004. والفرق الرئيسي هو إدخال معدل بيانات محسن Enhanced Data Rate) EDR) لنقل البيانات بشكل أسرع. معدل نقل البيانات في EDR هو 3 ميجابت / ثانية، على الرغم من أن الحد الأقصى لمعدل نقل البيانات (السماح بالوقت بين الحزم والتأكيد منها) هو 2.1 ميجابت / ثانية.
تستخدم تكنولوجيا كشف نقطة النهاية والاستجابة (EDR) توليفة من التشكيل (نظام تعديل التردد GFSK) وتشكيل تبديل الطور (عملية تعديل رقمية PSK) مع اثنين من المتغيرات، π / 4-DQPSK و8-DPSK. يمكن أن توفر تكنولوجيا ال EDR استهلاك طاقة أقل من خلال دورة عمل مخفضة.
يتم نشر المواصفات كبلوتوث v2.0 + EDR، مما يعني أن ال EDR هي ميزة اختيارية. إلى جانب الEDR، تحتوي مواصفات ال v2.0 على تحسينات ثانوية أخرى، وقد تدعي المنتجات امتثالها لـ “البلوتوث “v2.0 دون دعم لمعدل البيانات الأعلى.
يجب على جهاز تجاري واحد على الأقل ان يتواجد «بلوتوث v2.0 بدون EDR» على ورقة الارشادات الخاصة به.

### بلوتوث 2.1 + EDR
تم تبني المواصفات الأساسية لإصدار البلوتوث 2.1 +EDR بواسطة بلوتوث SIG في 26 يوليو 2007 .
الميزة الرئيسية في v2.1 هي الاقتران البسيط الآمن: (SSP) هذا يحسن تجربة الاقتران لأجهزة البلوتوث، مع زيادة استخدام وقوة الأمن.
يتيح الإصدار 2.1 العديد من التحسينات الأخرى، بما في ذلك استجابة الاستعلام الممتدة (EIR)، والتي توفر المزيد من المعلومات أثناء إجراء الاستفسار للسماح بترشيح أفضل للأجهزة قبل الاتصال؛ وتتبع التصنيف الفرعي، مما يقلل من استهلاك الطاقة في وضع منخفض الطاقة.

### بلوتوث 3.0 + HS
تم تبني الإصدار 3.0 + HS من مواصفات البلوتوث الأساسية  بواسطة بلوتوث SIG في 21 أبريل 2009.
يوفر بلوتوث v3.0 + HS سرعات نقل البيانات النظرية التي قد تصل إلى 24 ميغابت / ثانية، ولكن ليس عبر ناقل البلوتوث نفسه. وبدلاً من ذلك، يتم استخدام وصلة البلوتوث للتفاوض والتأسيس، ويتم نقل حركة معدل البيانات المرتفع عبر وصلة 802.11 المجمعة.
الميزة الجديدة الرئيسية هي AMP (بديل لل (media access control / physical layer، الذي تم تصنيفه في ملحق 802.11 كناقل عالي السرعة.
الجزء عالي السرعة من المواصفات ليس إلزاميًا، وبالتالي فإن الأجهزة التي تعرض شعار "+ HS" هي فقط التي تدعم خاصية البلوتوث عبر معيار 802.11 عالي السرعة لنقل البيانات.
جهاز بلوتوث v3.0 بدون ملحق "+ HS" يستخدم فقط لدعم الميزات المقدمة لالمواصفات الأساسية لاصدار3.0, أو سابقًا ملحق المواصفات الأساسية 1.
وسائط L2CAP المحسنة
يقوم وضع إعادة الإرسال المحسّن (ERTM) بتطبيق قناة L2CAP الموثوقة، بينما يقوم وضع البث (SM) بتطبيق قناة غير موثوقة بدون أي إعادة إرسال أو التحكم في التدفق. الذي تم تقديمه في ملحق المواصفات الأساسية الأول.
بديل الMAC / PHY
يقوم بتمكينك من استخدام نظام بديل ال MAC و PHYs لنقل بيانات ملف تعريف البلوتوث. لا يزال يتم استخدام راديو البلوتوث لاكتشاف الجهاز وانشاء الاتصال واعداد الملف الشخصي. ومع ذلك، عند إرسال كميات كبيرة من البيانات، يقوم البديل MAC عالي السرعة 802.11 (الذي يرتبط عادةً بشبكة واي فاي) بنقل البيانات. هذا يعني أن البلوتوث يستخدم نماذج اتصال طاقة منخفضة مثبتة عندما يكون النظام غير مستخدم، ويعتبر الراديو أسرع عندما يجب عليه إرسال كميات كبيرة من البيانات. تتطلب روابط AMP أوضاع L2CAP مطورة.
بيانات الأحادية الغير متصلة
يسمح بإرسال بيانات الخدمة دون إنشاء قناة L2CAP. الغرض منه هو استخدامه عن طريق التطبيقات التي تتطلب زمن انتقال منخفض بين عمل المستخدم و (إعادة الاتصال / إرسال البيانات). فهو مناسب فقط لكميات صغيرة من البيانات.
التحكم المطور في الطاقة
تقوم بتحديث ميزة التحكم في الطاقة لإزالة التحكم في طاقة الحلقة المفتوحة، وكذلك لتوضيح الغموض في التحكم في الطاقة المقدم بواسطة مخططات التشكيل الجديدة المضافة من أجل ال EDR.
يعمل التحكم المطور في الطاقة على إزالة الغموض عن طريق تحديد السلوك المتوقع للبيانات. تضيف هذه الميزة أيضًا التحكم في طاقة الحلقة المغلقة، مما يعني أن تصفية RSSI يمكن أن تبدأ عند تلقي الاستجابة. بالإضافة إلى ذلك، تم تقديم طلب «اذهب مباشرة إلى الطاقة القصوى». ومن المتوقع أن يتعامل هذا مع مشكلة فقدان الاتصال بسماعة الرأس التي تتم ملاحظتها عادة عندما يضع المستخدم هاتفه في جيب على الجانب الآخر إلى سماعة الرأس.
النطاق العريض الفائق
كانت ميزة السرعة العالية (AMP) انها في البلوتوث v3.0 مخصصة أصلاً لـ UWB، ولكن تحالف WiMedia السبب الرئيسي في تخصيصها للبلوتوث، تم اعلان حلها في مارس 2009 وفي النهاية تم حذف UWB من مواصفات الأساسية ل v3.0.
في 16 مارس 2009، أعلن تحالف WiMedia عن دخوله في اتفاقات نقل التكنولوجيا الخاصة بمواصفات النطاق فائق العرض (UWB) الخاص بويكي-ميديا. لقد نقلت ويكي-ميديا جميع المواصفات الحالية والمستقبلية، بما في ذلك العمل على تطبيقات مستقبلية عالية السرعة ومحسنة للطاقة، لمجموعة SIG المهتمة بالبلوتوث. ومجموعة Promoted USB اللاسلكية منظمة ال USB Implementers.
بعد الانتهاء بنجاح من نقل التكنولوجيا، والتسويق، والبنود الإدارية ذات الصلة، توقف WiMedia Alliance عن العمل.
في أكتوبر 2009، علقت مجموعة الاهتمامات الخاصة بتقنية البلوتوث تطوير UWB كجزء من الحل البديل MAC / PHY ، Bluetooth v3.0 + HS. لم يكن عددًا صغيرًا ولكن هامًا من أعضاء WiMedia سابقًا لم ولن يوقعوا على الاتفاقيات الضرورية لنقل ال IP.
تعمل شركة SIG الخاصة بتقنية البلوتوث حاليًا على تقييم خيارات أخرى لخارطة الطريق طويلة المدى.

### بلوتوث 4.0
المقال الرئيسي: البلوتوث منخفض الطاقة
أكملت تقنية البلوتوث SIG إصدار رقم 4.0 مواصفات البلوتوث الأساسية (يسمى البلوتوث الذكي) وتم اعتمادها اعتبارًا من 30 يونيو 2010. وتتضمن هذه التقنية بروتوكولات بلوتوث وتقنية بلوتوث عالية السرعة وبروتوكولات بلوتوث منخفضة الطاقة. (BLE) تعتمد سرعة البلوتوث العالية على ال Wi-Fi ، ويتكون البلوتوث التقليدي من بروتوكولات البلوتوث القديمة.
البلوتوث منخفض الطاقة، التي كانت تُعرف سابقًا باسم Wibree ، هي مجموعة فرعية من بلوتوث v4.0 مع مجموعة حزم من البروتوكولات الجديدة تمامًا للإنشاء السريع للاتصالات البسيطة. كبديل لبروتوكولات البلوتوث الأساسية التي تم تقديمها في البلوتوث v1.0 إلى v3.0، حيث إنها تستهدف تطبيقات طاقة منخفضة جداً مدعومة بخلية ذات شكل دائري. تسمح تصميمات الشرائح بنوعين من أنماط التنفيذ ، الوضع المزدوج، الوضع الأحادي والإصدارات القديمة المطورة. تم التخلي عن الأسماء المؤقتة Wibree و (ULP)Ultra Low Power وتم استخدام اسم BLE لفترة طويلة، في أواخر عام 2011، تم تقديم شعارات جديدة «البلوتوث المستعد الذكي» للمضيفين و«البلوتوث الذكي» لأجهزة الاستشعار كوجه عام لل BLE.
إذا قمنا بالمقارنة بتقنية البلوتوث الكلاسيكية، فإن البلوتوث منخفض الطاقة يهدف إلى توفير استهلاك للطاقة وتكلفة أقل بشكل كبير مع الحفاظ على نطاق اتصالات مشابه. من حيث إطالة عمر البطارية لأجهزة البلوتوث، تمثل الBLE تقدمًا كبيرًا.
- في وضع أحادي التطبيق، يتم تنفيذ حزمة بروتوكولات الطاقة المنخفضة فقط. Dialog Semiconductor,[65][66] STMicroelectronics,[67] AMICCOM,[68] CSR,[69] Nordic Semiconductor,[70] Texas Instruments قاموا بإصدار حلول بلوتوث منخفضة الطاقة أحادية الوضع.

- في تطبيق الوضع الثنائي، تتكامل وظيفة البلوتوث الذكي مع وحدة تحكم بلوتوث تقليدية موجودة. اعتبارًا من مارس 2011، أعلنت شركات أشباه الموصلات التالية عن توفر رقائق تفي بالمعيار: Qualcomm-Atheros و CSR و Broadcom و Texas Instruments.[71][72] تشترك البنية المتوافقة مع كل من الوظائف وتواجد جميع الإذاعات والوظائف القائمة في البلوتوث التقليدي مما يؤدي إلى زيادة تكلفتها بالمقارنة مع تقنية البلوتوث التقليدية.

الشرائح أحادية الوضع منخفضة التكلفة، تمكّن الأجهزة المدمجة والمضغوطة للغاية، من الحصول على طبقة ارتباط خفيفة الوزن توفر عملية وضع الخمول للطاقة المنخفضة للغاية، والاكتشاف البسيط للأجهزة، ونقل موثوق لنقل البيانات من نقطة إلى عدة نقاط مع توفير وحماية أمان متطور اتصالات مشفرة بأقل تكلفة ممكنة.
تتضمن التحسينات العامة في الإصدار 4.0 التغييرات الضرورية لتسهيل أوضاع BLE، بالإضافة إلى خصائص (Generic Attribute Profile GATT) و (Security Manager SM مع تشفير AES).
تم الكشف عن ملحق المواصفات الأساسية 2 في ديسمبر 2011؛ الذي يحتوي على تحسينات على واجهة وحدة تحكم المضيف الصوتي وإلى بروتوكول طبقة التكيف (802.11) ذا السرعة العالية. (802.11)
ملحق المواصفات الأساسية رقم 3، المراجعة 2 لها تاريخ تبني في 24 يوليو 2012.
ملحق المواصفات الأساسية رقم 4 يتضمن تاريخ اعتماد بتاريخ 12 فبراير 2013.

### بلوتوث 4.1
أعلنت المنظمة المختصة بالبلوتوث عن اعتماد رسمي لمواصفات البلوتوث v4.1 في 4 ديسمبر 2013. هذه المواصفات عبارة عن تحديث متزايد للبرمجية إلى مواصفات البلوتوث v4.0، وليس تحديثًا للأجهزة. يشتمل التحديث على مواصفات البلوتوث الأساسية CSA 1 و 2 و 3 و 4 ويضيف ميزات جديدة تعمل على تحسين قدرة المستهلك على الاستخدام. وتشمل هذه زيادة دعم التوافق مع LTE، وأسعار تبادل البيانات السائبة - وابتكار مساعد ثوري من خلال السماح للأجهزة بدعم أدوار متعددة في نفس الوقت.
الميزات الجديدة لهذه المواصفات ما يلي:
- الخدمة اللاسلكية المتنقلة للتوافق في التواصل.
- تدريب الوهن والمسح الضوئي المتشابك العام.
- الدورة منخفضه العمل ذات الإعلان المباشر.
- L2CAP ذات الاتصال الموجه وقنوات مخصصة مع التحكم في التدفق المبنية على الرصيد.
- الوضع المزدوج والبنية.
- بروتوكول ال LE في طبقة الاتصال (Link Layer).
- طبقة تكيف البروتوكول نوع 802.11n PAL.
- تحديثات على تصميم الصوت لخط واسع النطاق.
- فاصل إعلانات البيانات السريعة.
- زمن الاكتشاف المحدود.[22]
- لاحظ أن بعض الميزات كانت متوفرة بالفعل في ملحق المواصفات الأساسية (CSA) قبل إصدار الإصدار 4.

بلوتوث 4.2
صدر في 2 ديسمبر 2014، ويقدم مميزات لإنترنت الأشياء.
المجالات الرئيسية التي تم تحسينها هي:
- اتصال آمن منخفض الطاقة مع امتداد طول حزم البيانات.
- خصوصية طبقة الارتباط مع سياسات مصفاة الماسح الضوئي الموسعة.
- ملف تعريف بروتوكول دعم شبكة الإنترنت (IPSP) الإصدار 6 الذي تم تجهيزه لأشياء البلوتوث الذكية لدعم المنزل المترابط.

تتلقى أجهزة البلوتوث القديمة ميزات 4.2 مثل امتداد طول حزم البيانات وتحسين الخصوصية عبر تحديثات البرامج الثابتة.

### بلوتوث 5
صدر بلوتوث SIG 5 في 16 يونيو 2016. وتركز ميزاته الجديدة بشكل رئيسي على تكنولوجيا إنترنت الأشياء. تم إطلاق Samsung Galaxy S8 بدعم البلوتوث 5 في أبريل 2017. وفي سبتمبر 2017، تم إطلاق iPhone 8 و 8 Plus و iPhone X بدعم Bluetooth 5 أيضًا. كما قامت Apple أيضاً بدمج البلوتوث 5 في عرض HomePod الجديد الذي تم إصداره في 9 فبراير ، 2018. التسويق يسقط الرقم العشري. بحيث يكون مجرد «بلوتوث 5» (وليس 5.0 مثل بلوتوث 4.0). التغيير هو من أجل «تبسيط التسويق لدينا ، والتواصل بين مزايا المستخدمين بشكل أكثر فاعلية وتسهيل توجيه تحديثات التكنولوجيا الهامة إلى السوق.» 
توفر تقنية البلوتوث 5، من أجل BLE، خيارات يمكن أن تضاعف السرعة تدفق بمقدار (2 ميجابيت\ثانية) وهذا يعتمد على المدى المتاح، أو ما يصل إلى أربعة أضعاف النطاق على حساب معدل البيانات، وثمانية أضعاف قدرة بث إرسال البيانات، بزيادة أطوال الحزمة. يمكن أن تكون الزيادة في الإرسال هامة لأجهزة إنترنت الأشياء، حيث تتصل العديد من العقد في جميع أنحاء المنزل بأكمله. تضيف تقنية البلوتوث 5 وظائف للخدمات البلا الاتصال مثل الملاحة الملائمة للموقع من اتصالات البلوتوث منخفضة الطاقة.
المجالات الرئيسية التي تم تطويرها هي:
- توافر المنفذ (SAM).
- 2 ميغابت / ثانية منPHY لبروتكول ال LE.
- بروتوكول LE طويل المدى.
- دورة العمل عالية الدعاية غير قابل للاتصال.
- الامتدادات الإعلانية. LE
- قناة اختيار الخوارزمية الثانية الخاصة ببروتوكول ال LE.

الميزات المضافة في CSA5 - مدمجة في الإصدار v5.0
- ارتفاع إنتاج الطاقة.

تمت إزالة الميزات التالية في هذا الإصدار من المواصفات:
- بارك ستيت.[82]

## معلومات تقنية

### المعمارية

#### البرمجيات
هدفها السعي لتوسيع توافق أجهزة البلوتوث التي تلتزم بالاستخدام الطبيعي لهذه التكنلوجيا كواجهة تعرف باسم HCI تربط الجهاز المضيف مثل أجهزة الحاسوب المحمولة والهواتف وغيرها مع أجهزة البلوتوث الأخرى مثل شريحة البلوتوث.
ان البروتوكولات عالية المستوى مثل بروتوكول SDP (بروتوكول يُستخدم للعثور على أجهزة بلوتوث أخرى ضمن نطاق الاتصال، وهو مسؤول أيضًا عن اكتشاف وظيفة الأجهزة في النطاق)، RFCOMM (البروتوكول المستخدم لمحاكاة اتصالات المنفذ التسلسلي) و TCS (بروتوكول التحكم الهاتفي) جميعهم يتفاعلون مع وحدة تحكم النطاق الأساسي من خلال بروتوكول L2CAP (التحكم المنطقي للارتباط وبروتوكول التكيف). بروتوكول L2CAP مسؤول عن تجزئة حزم البيانات وإعادة تجميعها.

#### الأجزاء
يتكون الجهاز الذي يستخدم تقنية البلوتوث، من جزئيين؛ اللذان قد يكونا أو لا يكونا منفصلان ماديا. جهاز راديو، مسؤول عن تعديل وإرسال الإشارة؛ وجهاز تحكم رقمي. واحدة من وظائف وحدة التحكم الرقمي هي تشغيل وحدة تحكم الارتباط؛ واجهات مع الجهاز المضيف ولكن قد يتم تفويض بعض الوظائف إلى الأجهزة. وتتحكم وحدة تحكم الارتباط في معالجة النطاق الأساسي وإدارة الطلب الأوتوماتيكي للتكرار (ARQ) وبروتوكولات الطبقة المادية FEC. بالإضافة إلى ذلك، فإنه يعالج وظائف النقل (غير المتزامنة والمتزامنة)، وتشفير الصوت وتشفير البيانات. وحدة المعالجة المركزية للجهاز مسؤولة عن حضور الإرشادات المتعلقة ببلوتوث الجهاز المضيف، من أجل تبسيط عملها. للقيام بذلك، تقوم وحدة المعالجة المركزية بتشغيل برنامج يسمى مدير الاتصال الذي يتميز بوظيفة الاتصال بالأجهزة الأخرى من خلال بروتوكول LMP.

حزمة بروتوكول البلوتوث

### حزمة بروتوكول البلوتوث
تعرف البلوتوث بأنها بنية بروتوكولات طبقية تتكون من بروتوكولات أساسية وبروتوكولات استبدال الأسلاك وبروتوكولات التحكم الهاتفية والبروتوكولات المعتمدة. البروتوكولات الإلزامية لجميع صفوف البلوتوث هي LMP و L2CAP و SDP. بالإضافة إلى ذلك، يمكن للأجهزة التي تستخدم الإتصال عبر البلوتوث عالميا ان تستخدم هذه البروتوكولات: HCI و RFCOMM.

#### مدير الاتصال
مدير الاتصال هو النظام الذي يدير الربط والاتصال بين الأجهزة. وهو مسؤول عن إنشاء الاتصال وتوثيقه وتكوينه. يحدد مدير الاتصال مديرين آخرين ويتواصل معهم بفضل بروتوكول إدارة ارتباط LMP. من أجل أداء وظيفته كمزود خدمة ، يقوم باستخدام الخدمات المضمنة في وحدة تحكم الوصلة (LC). يتألف بروتوكول مدير الاتصال بشكل اساسي من عدد من وحدات PDU (وحدات بيانات البروتوكول) التي يتم إرسالها من جهاز إلى آخر. فيما يلي قائمة الخدمات المدعومة:
- نقل واستقبال البيانات.
- طلب الاسم
- طلب عناوين الوصلات.
- تأسيس الاتصال.
- المصادقة.
- التفاوض على وضع الارتباط وإنشاء الاتصال.

#### واجهة تحكم المستخدم
```
تقوم واجهة تحكم المستخدم بتوفير واجهة أوامر لوحدة التحكم ومدير الاتصال، مما يسمح بالوصول إلى حالة الأجهزة وسجلات التحكم. توفر هذه الواجهة طبقة وصول لجميع أجهزة البلوتوث. تقوم طبقة HCI للأجهزة بتبادل الأوامر والبيانات باستخدام برنامج HCI الموجود في جهاز البلوتوث. واحدة من أهم مهام HCI التي يتم إجراؤها هي الإكتشاف التلقائي لأجهزة البلوتوث الأخرى التي تقع داخل دائرة نصف قطر التغطية.
```

#### بروتوكول التحكم المنطقي والتكيف
الرابط المنطقي يستخدم بروتوكول التحكم والتكيف (L2CAP) لإرسال اتصالات منطقية متعددة بين جهازين يستخدمان بروتوكولات مختلفة عالية المستوى. يوفر تجزئة وإعادة تجميع الحزم على الهواء.
في الوضع الأساسي، يوفر L2CAP حزم ذات حمولة قابلة للتهيئة تصل إلى 64 كيلوبايت، مع 672 بايت كحد أقصى لوحدة الإرسال القصوى، و 48 بايت كحد أدنى إلزامي مدعوم.
في أوضاع إعادة الإرسال والتحكم في التدفق، يمكن تكوين L2CAP إما للبيانات المتزامنة أو للبيانات الموثوقة لكل قناة من خلال إجراء عمليات إعادة الإرسال وفحص تكرار دوري.
اضاف ملحق مواصفات البلوتوث الأساسي وضعين إضافيين من L2CAP إلى المواصفات الأساسية.

#### وضع محسن من إعادة الإرسال (ERTM)
هذا الوضع هو نسخة محسنة من وضع إعادة الإرسال الأصلي. يوفر هذا الوضع قناة L2CAP موثوقة.

#### وضع البث (SM)
هذا هو وضع بسيط جدا، مع عدم إعادة الإرسال أو التحكم في التدفق. يوفر هذا الوضع قناة L2CAP غير موثوقة.
الاعتمادية في أي من هذه الأوضاع هي اختيارية و/أو مضمونة إضافياً بواسطة الوسط الهوائي BDR / EDR لطبقة البلوتوث السفلية عن طريق تكوين عمليات إعادة الإرسال ونفاذ وقت المسح (الوقت الذي يتم بعده مسح حزم البيانات الراديوية). يتم ضمان التسلسل في الترتيب بواسطة الطبقة السفلى.
يمكن تشغيل قنوات L2CAP فقط التي تم تكوينها في وضعية النسخة المحسنة من وضع إعادة الإرسال أو وضعية التدفق عبر الارتباطات المنطقية لـ AMP.
بروتوكول اكتشاف الخدمة
يسمح بروتوكول اكتشاف الخدمة للجهاز باكتشاف الخدمات التي تقدمها الأجهزة الأخرى المرتبطة بها. على سبيل المثال، عندما تستخدم هاتفًا محمولًا مزودًا بسماعة رأس البلوتوث، يستخدم الهاتف بروتوكول SDP لتحديد ملفات تعريف البلوتوث التي يمكن أن تستخدمها سماعة الرأس (ملف تعريف سماعة الرأس وملف توزيع الصوت المتقدم (A2DP, الخ..) وإعدادات مُضاعف البروتوكول اللازمة للهاتف للاتصال بسماعة الرأس باستخدام كل منها. يتم تحديد كل خدمة بواسطة معرف فريد عالميًا (UUID)، مع الخدمات الرسمية (ملفات تعريف البلوتوث) التي يتم ترميزها بمُعرّف فريد عالمي قصير (16 بت بدلاً من 128 كاملًا).

#### اتصالات التردد المذياعي
اتصالات التردد المذياعي (RFCOMM) هو بروتوكول بديل للأسلاك يستخدم لإنشاء دفق بيانات تسلسلي ظاهري. يتم توفير اتصال التردد المذياعي لنقل البيانات الثنائية ومحاكاة إشارات التحكم (EIA-232) سابقاً (RS-232)عبر طبقة النطاق الأساسي البلوتوث، أي أنها محاكاة للمنفذ التسلسلي.
يوفر بروتوكول اتصال التردد الراديوي دفق بيانات موثوقة بسيطة للمستخدم، شبيه ببروتوكول التحكم في الإرسال. يتم استخدامه مباشرة من قبل العديد من المعايير الهاتفية ذات الصلة كحامل لأوامر AT، فضلا عن كونه طبقة نقل لبروتوكول OBEX عبر البلوتوث.
تستخدم العديد من تطبيقات البلوتوث اتصالات التردد المذياعي بسبب دعمها الواسع وواجهة برمجة التطبيقات (API) المتوفرة بشكل عام في معظم أنظمة التشغيل. بالإضافة إلى ذلك، يمكن نقل التطبيقات التي تستخدم منفذ تسلسلي للاتصال بسرعة لاستخدام اتصالات التردد المذياعي.

#### بروتوكول تغليف شبكة البلوتوث
يُستخدم بروتوكول تغليف شبكة البلوتوث لنقل بيانات حزمة بروتوكول أخرى عبر قناة L2CAP. هدفه الرئيسي هو نقل حزم بروتكولات شبكة الإنترنت في ملف تعريف الشبكة الشخصية. يقوم بروتوكول تغليف شبكة البلوتوث بأداء وظيفة مشابهة لبروتوكول الوصول للشبكة الفرعية SNAP في الشبكة المحلية اللاسلكية.

#### استخدام بروتوكول نقل التحكم في الصوت / الفيديو
يتم استخدام بروتوكول نقل التحكم في الصوت / الفيديو بواسطة ملف تعريف وحدة التحكم عن بعد لنقل أوامر التحكم في الصوت / الفيديو عبر قناة L2CAP. تستخدم أزرار التحكم بالموسيقى الموجودة في سماعة رأس ستريو هذا البروتوكول للتحكم في مشغل الموسيقى.
استخدام بروتوكول نقل التوزيع الصوتي / المرئي
يتم استخدام بروتوكول نقل التوزيع الصوتي / المرئي من خلال الملف الشخصي لتوزيع الصوت المتطور لتدفق الموسيقى إلى سماعات الستريو عبر قناة L2CAP مخصصة لملف توزيع الفيديو في الإرسال عبر البلوتوث.

#### بروتوكول التحكم الهاتفي
بروتوكول التحكم الهاتفي - الثنائي هو بروتوكول يستخدم نظام «بت» الذي يحدد إشارة التحكم في المكالمة لإنشاء المكالمات الصوتية والبيانات بين أجهزة البلوتوث. بالإضافة إلى ذلك، «يحدد بروتوكول التحكم الهاتفي إجراءات إدارة التنقل للتعامل مع مجموعات أجهزة التحكم في الاتصال الهاتفي البلوتوث».
يُستخدم بروتوكول التحكم الهاتفي فقط من خلال الملف الهاتفي اللاسلكي ، والذي فشل في جذب المنفذين. ولهذا السبب، هو ذو أهمية تاريخية فقط.

#### البروتكولات المعتمدة
يتم تعريف البروتوكولات المعتمدة من قبل المؤسسات الأخرى التي تصنع المعايير وتدرج في حزمة بروتوكول البلوتوث، مما يسمح للبلوتوث بتشفير البروتوكولات فقط عند الضرورة. تشمل البروتوكولات المعتمدة:

#### برتوكولالربط بين نقطتين
بروتوكول إنترنت قياسي لنقل حزم بروتوكولات الإنترنت عبر الارتباط من نقطة إلى نقطة.

#### TCP/IP/UDP
البروتوكولات الأساسية لمجموعة بروتوكولات TCP / IP

#### بروتوكول تبادل البيانات (OBEX)
بروتوكول ال session layer لتبادل البيانات، يوفر نموذجًا لتمثيل البيانات والعمليات.

#### بيئة التطبيقات اللاسلكية /بروتوكول التطبيق اللاسلكي (WAE / WAP)
تحدد بيئة التطبيقات اللاسلكية /بروتوكول التطبيقات اللاسلكية إطار عمل التطبيقات للأجهزة اللاسلكية ويعتبر البروتوكول معيارًا مفتوحًا يتيح للمستخدمين المتنقلين الوصول إلى الخدمات الهاتفية وخدمات المعلومات.

### تصحيح الأخطاء على النطاق القاعدي (Baseband)
اعتمادًا على نوع الرزمة، يمكن حماية الرزم الفردية عن طريق تصحيح الخطأ، إما تصحيح الخطأ الأمامي بمعدل 1/3 (FEC) أو معدل 2/3. بالإضافة إلى ذلك، ستتم إعادة إرسال الحزم ذات التحقق من التكرار الدوري حتى يتم الإقرار بها بواسطة طلب التكرار التلقائي (ARQ).

### بناء الاتصالات
ينقل أي جهاز بلوتوث في وضع قابل للاكتشاف المعلومات التالية عند الطلب:
- اسم الجهاز
- فئة الجهاز
- قائمة الخدمات
- المعلومات التقنية (على سبيل المثال: ميزات الجهاز، الشركة المصنعة، مواصفات البلوتوث المستخدمة، معلومات التوقيت).

قد يقوم أي جهاز بإجراء استعلام للعثور على أجهزة أخرى للاتصال بها، ويمكن تكوين أي جهاز للرد على هذه الاستفسارات. ومع ذلك، إذا كان الجهاز الذي يحاول الاتصال يعرف عنوان الجهاز، فإنه يستجيب دائمًا لطلبات الاتصال المباشر ويرسل المعلومات الموضحة في القائمة أعلاه إذا طلب ذلك. قد يتطلب استخدام خدمات الجهاز الاقتران أو القبول من قبل مالكه، ولكن يمكن بدء الاتصال بنفسه بواسطة أي جهاز ويحتفظ به حتى يخرج من النطاق. يمكن توصيل بعض الأجهزة بجهاز واحد فقط في كل مرة، والاتصال بها يمنعها من الاتصال بأجهزة أخرى والظهور في الاستعلامات حتى يتم قطع الاتصال من الجهاز الآخر.
يحتوي كل جهاز على عنوان 48 بت فريد. ومع ذلك، لا يتم عرض هذه العناوين بشكل عام في الاستعلامات. بدلا من ذلك ، يتم استخدام أسماء البلوتوث الودية، والتي يمكن وضعها من قبل المستخدم. يظهر هذا الاسم عند فحص مستخدم آخر للأجهزة وفي قوائم الأجهزة المقترنة.
معظم الهواتف الخلوية لديها اسم البلوتوث لتعيين الشركة المصنعة وطراز الهاتف بشكل افتراضي. تعرض معظم الهواتف المحمولة وأجهزة الحاسوب المحمولة أسماء البلوتوث فقط وتحتاج البرامج الخاصة للحصول على معلومات إضافية حول الأجهزة البعيدة. من الممكن ان يكون هذا مربكًا، على سبيل المثال، قد يكون هناك العديد من الهواتف الخلوية في النطاق تحت اسم T610 (راجع Bluejacking).

### المزاوجة والارتباط

#### الدوافع
يمكن أن تعرض العديد من الخدمات المقدمة عبر البلوتوث البيانات الخاصة أو تسمح لجهة الاتصال بالتحكم في جهاز البلوتوث. لأسباب أمنية، من الضروري التعرف على أجهزة معينة، وبالتالي تمكين التحكم في الأجهزة التي يمكن توصيلها بجهاز بلوتوث معين. في نفس الوقت، من المفيد لأجهزة البلوتوث أن تكون قادرة على إنشاء اتصال دون تدخل المستخدم (على سبيل المثال، بمجرد وجوده في النطاق).
لحل هذا التعارض، يستخدم البلوتوث عملية تسمى الترابط، ويتم إنشاء الرابطة من خلال عملية تسمى الاقتران. يتم تشغيل عملية الاقتران إما بطلب معين من مستخدم لإنشاء رابطة (على سبيل المثال، يطلب المستخدم بشكل صريح «إضافة جهاز بلوتوث»)، أو يتم تشغيله تلقائيًا عند الاتصال بالخدمة حيث (لأول مرة) يطلب هوية الجهاز لأغراض أمنية. ويشار إلى هاتين الحالتين على أنهما رباط مخصص وترابط عام على التوالي.
غالبًا ما يشتمل الاقتران على مستوى معين من تفاعل المستخدم. يؤكد تفاعل المستخدم هذا على هوية الأجهزة. عند اكتمال الاقتران بنجاح، يتم تكوين رابط بين الجهازين، مما يتيح لهذين الجهازين الاتصال ببعضهما البعض في المستقبل دون تكرار عملية الاقتران لتأكيد هوية الجهاز. عند الرغبة، يمكن للمستخدم إزالة علاقة الترابط.

#### التطبيق
أثناء الإقران، ينشئ الجهازان علاقة عن طريق إنشاء سر مشترك يعرف باسم مفتاح الارتباط. إذا قام الجهازان بتخزين نفس مفتاح الارتباط، فسيتم إقرانه أو ربطهما. يمكن للجهاز الذي يرغب في الاتصال فقط بجهاز مقترن به مسبقا أن يقوم بمصادقة هوية الجهاز الآخر، مما يضمن أنه الجهاز نفسه الذي تم إقرانه سابقًا. بمجرد إنشاء مفتاح ارتباط، قد يتم تشفير رابط اتصال غير متزامن تم توثيقه (ACL) بين الأجهزة لحماية البيانات المتبادلة ضد التنصت. يمكن للمستخدمين حذف مفاتيح الروابط من أيٍّ من الجهازين، مما يزيل الرابطة بين الأجهزة؛ لذا يمكن لجهاز واحد أن يحتوي على مفتاح رابط مخزّن لجهاز لم يعد مقترنًا به.
تتطلب خدمات البلوتوث بشكل عام إما التشفير أو المصادقة، وبالتالي تتطلب الاقتران قبل أن تسمح بتوصيل جهاز بعيد. بعض الخدمات، مثل ملف اختيار تعريف الكائن، تختار عدم طلب المصادقة أو التشفير بشكل صريح حتى لا يتداخل الإقران مع تجربة المستخدم المرتبطة بحالات الاستخدام للخدمة.

#### طرق الاقتران
تغيرت آليات الاقتران بشكل ملحوظ مع إدخال اقتران بسيط آمن في بلوتوث v2.1. يلخص ما يلي آليات الإقران:
- الاقتران القديم: هذه هي الطريقة الوحيدة المتاحة في بلوتوث v2.0 وقبل ذلك. يجب أن يقوم كل جهاز بإدخال رقم فهرسة البريد (PIN)؛ يكون الإقران ناجحًا فقط إذا قام كلا الجهازين بإدخال رمز PIN نفسه. يمكن استخدام أي سلسلة UTF-8 ذات 16 بايت كرمز PIN؛ ومع ذلك، قد لا تتمكن جميع الأجهزة من إدخال جميع رموز PIN الممكنة.

1. أجهزة الإدخال المحدودة: المثال الواضح لهذه الفئة من الأجهزة عبارة عن سماعة رأس مزودة بتقنية البلوتوث، والتي تحتوي على مدخلات قليلة بشكل عام. عادة ما تحتوي هذه الأجهزة على رقم تعريف شخصي ثابت، على سبيل المثال "0000" أو "1234"، والتي يتم تشفيرها في الجهاز.
2. أجهزة الإدخال الرقمي: الهواتف المحمولة هي أمثلة كلاسيكية لهذه الأجهزة. تسمح للمستخدم بإدخال قيمة رقمية تصل إلى 16 رقماً.
3. أجهزة إدخال أبجدية رقمية: أجهزة الكمبيوتر والهواتف الذكية هي أمثلة على هذه الأجهزة. تسمح للمستخدم بإدخال نص UTF-8 كامل كرمز PIN. في حالة الاقتران بجهاز أقل قدرة ، يجب أن يكون المستخدم على علم بقيود الإدخال على الجهاز الآخر؛ لا توجد آلية متاحة لجهاز قادر على تحديد كيفية الحد من المدخلات المتاحة التي قد يستخدمها المستخدم.

- تأمين الإقران البسيط: هذا مطلوب من قبل نوع بلوتوث v2.1، على الرغم من أن جهاز البلوتوث v2.1 قد يستخدم فقط الاقتران القديم للتفاعل مع جهاز v2.0 أو إصدار سابق. يستخدم الاقتران البسيط الآمن شكلاً من أشكال التشفير بالمفتاح العمومي، وبعض الأنواع يمكن أن تساعد في الحماية ضد الوسيط المتخفي وهجماته. يضمن الإقران البسيط الآمن آليات المصادقة التالية:

1. يعمل فقط: كما يوحي الاسم، هذه الطريقة تعمل فقط، دون تدخل المستخدم. ومع ذلك، قد يطالب الجهاز المستخدم بتأكيد عملية الإقران. يتم استخدام هذه الطريقة عادة بواسطة سماعات ذات إمكانات مداخل/ مخارج محدودة جدًا، وهي أكثر أمانًا من آلية PIN الثابتة التي تستخدمها هذه المجموعة المحدودة من الأجهزة للاقتران القديم. لا توفر هذه الطريقة حماية ضد هجمات الوسيط المتخفي.
2. المقارنة الرقمية: إذا كان كلا الجهازين يحتويان على شاشة عرض، ويمكن لأحدهما على الأقل قبول إدخال المستخدم بنعم / لا ثنائي، فيمكنه استخدام المقارنة الرقمية. تعرض هذه الطريقة رمزًا رقميًا مكونًا من 6 أرقام على كل جهاز. يجب على المستخدم مقارنة الأرقام للتأكد من أنها متطابقة. إذا نجحت المقارنة، فيجب على المستخدم (المستخدمين) التأكد من الإقران على الجهاز (الأجهزة) الذي يمكنه قبول الإدخال. توفر هذه الطريقة حماية ضد هجمات الوسيط المتخفي ، بافتراض أن المستخدم يؤكد على كلا الجهازين ويقوم بإجراء المقارنة بشكل صحيح.
3. إدخال مفتاح المرور: يمكن استخدام هذه الطريقة بين جهاز مزود بشاشة عرض وجهاز مزود بإدخال لوحة مفاتيح رقمية (مثل لوحة المفاتيح المعتادة) أو جهازين مع إدخال لوحة مفاتيح رقمية. في الحالة الأولى، تعرض الشاشة رمزًا رقميًا مكونًا من 6 أرقام للمستخدم، والذي يقوم بعد ذلك بإدخال الرمز على لوحة المفاتيح. في الحالة الثانية، يقوم مستخدم كل جهاز بإدخال نفس الرقم المكون من 6 أرقام. كل من هذه الحالات توفر حماية ضد الوسيط المتخفي.
4. خارج النطاق: تستخدم هذه الطريقة وسيلة اتصال خارجية، مثل الاتصال القريب من المجال (NFC) لتبادل بعض المعلومات المستخدمة في عملية الاقتران. اكتمال الاقتران باستخدام راديو البلوتوث، لكنه يتطلب معلومات من آلية خارج النطاق. يوفر ذلك مستوى حماية ضد الوسيط المتخفي فقط على مستوى آلية خارج النطاق.

يعتبر الإقران البسيط الآمن بسيطًا للأسباب التالية:
- في معظم الحالات، لا يتطلب ذلك من المستخدم إنشاء مفتاح مرور.
- بالنسبة لحالات الاستخدام التي لا تتطلب حماية ضد الوسيط المتخفي، يمكن التخلص من تفاعل المستخدم.
- للمقارنة الرقمية، يمكن تحقيق حماية ضد الوسيط المتخفي من خلال مقارنة بسيطة بين المستخدمين.

#### مخاوف الأمن
قبيل البلوتوث v2.1، لا يشترط التشفير ويمكن إيقاف تشغيله في أي وقت. علاوة على ذلك، فإن مفتاح التشفير جيد فقط لما يقرب من 23.5 ساعة. باستخدام مفتاح تشفير واحد أطول من هذا الوقت يسمح بهجمات XOR البسيطة لاسترداد مفتاح التشفير.
مطلوب إيقاف تشغيل التشفير للعديد من العمليات العادية، لذلك يكون من الصعب اكتشاف ما إذا تم تعطيل التشفير لسبب وجيه أو للهجوم الأمني.
يعالج بلوتوث v2.1 هذا بالطرق التالية:
- التشفير مطلوب لكافة اتصالات non-SDP (بروتوكول اكتشاف الخدمة)
- يتم استخدام ميزة تشفير إيقاف التشغيل والعودة من جديدة لكافة العمليات العادية التي تتطلب تعطيل التشفير. هذا يتيح سهولة تحديد العملية العادية من الهجمات الأمنية.
- يجب أن يتم تحديث مفتاح التشفير قبل انتهاء صلاحيته.
- يمكن تخزين مفاتيح الاتصال على نظام ملفات الجهاز، وليس على شريحة البلوتوث نفسها. يسمح العديد من الشركات المصنعة لرقائق البلوتوث بتخزين مفاتيح الوصلة على الجهاز - ومع ذلك ، إذا كان الجهاز قابل للإزالة، فهذا يعني أن مفتاح الارتباط ينتقل مع الجهاز.

## الأمن

### نظرة عامة
انظر أيضا لمقالة: الأمن المحمول والهجمات على أساس شبكات الاتصالات
يطبق البلوتوث السرية والمصادقة واستنتاج المفتاح باستخدام خوارزميات مخصصة ومتخصصة مستندة على شيفرة المنع الأمنه وسريعة التشفير. يستند إنشاء مفتاح تشفير البلوتوث بشكل عام على رقم التعريف الشخصي للبلوتوث والذي يجب ادخاله في كلا الجهازين. يمكن تعديل هذه العملية إذا كان أحد الجهازين يمتلك رقم تعريف شخصي ثابت (على سبيل المثال : سماعات الراس أو اجهزة مشابهه مع وسيط مستخدم محدود). اثناء الاقتران، يتم توليد وانشاء مفتاح رئيسي أو مفتاح تهيئة من خلال استخدام خوارزمية (E22). يتم استخدام شيفرة التيار (E0) في تشفير الحزم ومنح خصوصية وهي تستند على سر تشفيري مشترك وهو الذي تم انشاؤه مسبقا وسمي ب مفتاح رابط أو مفتاح رئيسي. تستخدم هذه المفاتيح في تشفير البيانات التابعة والمرسلة من خلال الواجهة الجوية، والتي تعتمد على رقم تعريف الشخص للبلوتوث والذي تم ادخاله في جهاز أو جهازين .
لمحة عامة عن ثغرات اختراق البلوتوث تم نشرها عام 2007 من قبل أندرياس بيكر.
في شهر ايلول عام 2008, قامت المنظمة الوطنية للمعايير والتكنولوجيا بنشر دليل عن امان البلوتوث والذي يعتبر كمرجع للمنظمات . يصف الدليل امكانيات امان البلوتوث وكيفية تأمين تقنيات البلوتوث بفعالية عالية . بينما يتمتع البلوتوث ب فوائده الخاصة الا انه يتعرض إلى هجمات الرفض في الخدمة، والتنصت، وهجمات الوسيط المتخفي وتعديلات في الرسائل واختلاس في الموارد. يجب على المستخدمين والمؤسسات تقييم مستوى تقبلهم للمخاطر ودمج الامان في نظام اجهزة البلوتوث. من اجل تخفيف المخاطر، والتي ذكرت في وثيقة (NIST) وهي التي عبارة عن قوائم التحقق من الامان مع ارشادات وتوصيات والتي من اجل خلق والمحافظة على امان سماعات الرأس البلوتوث والبطاقات البلوتوث الذكية للقراء.
احدثت تقنية البلوتوث (V2.1) تغييرات مهمة في امان البلوتوث بما في ذلك عملية الاقتران – حيث وضعت اللمسات الاخيرة عام 2007 بالإضافة إلى ظهور الاجهزة الاستهلاكية عام 2009-

### هجوم اختطاف اتصال البلوتوث (Bluejacking)
المقال الرئيسي: Bluejacking
البلوجاكينج هي إرسال إما صورة أو رسالة من مستخدم واحد إلى مستخدم شديد الثقة من خلال تقنية البلوتوث اللاسلكية. تتضمن التطبيقات الشائعة على رسائل قصيرة ، على سبيل المثال ، «لقد تم وضعك في القائمة السوداء!» لا يقتصر ال Bluejacking على إزالة أو تغيير أي بيانات من الجهاز. يمكن أن يتضمن ال Bluejacking التحكم في جهاز الموبايل لاسلكيًا والتواصل مع خط استثنائي ، والذي يملكه أحد ال bluejacker. وقد خففت التطورات الأمنية هذه القضية .

### تواريخ أحداث أمنية هامة

#### 2001-2004
في عام 2001 , اكتشف جاكبسون وويتزل من مختبرات بيل ان هناك وجود خلل في برتوكول اقتران البلوتوث وايضا إلى نقاط ضعف في نظام التشفير. في عام 2003، اكتشف بن وآدم لوري من شركة إيه إل إل ديجيتال ليمتد أن هناك خللا خطيرا في بعض التطبيقات الضعيفة لأمان البلوتوث والتي قد تؤدي إلى الكشف عن البيانات الشخصية. في تجربة تابعة ، تمكن مارتن هيرفورت من مجموعة تريفنتي جروب من إجراء تجربة ميدانية في فيرجراوندز CeBIT ، من اجل اظهار أهمية هذه المشكلة للعالم. تم استخدام هجوم جديد يسمى BlueBug لهذه التجربة. في عام 2004 ظهر أول فيروس مزعوم يستخدم تقنية البلوتوث لنشر نفسه بين الهواتف المحمولة على نظام التشغيل هاتف المحمول. تم وصف الفيروس أولاً من قِبل «كاسبرسكي لاب» وحيث يتطلب الفيروس من المستخدمين تأكيد وتثبيت برنامج غير معروف قبل ان يتم نشره. وقد كتب الفيروس على أنه كإثبات المفهوم من قبل مجموعة من كتّاب الفيروسات والمعروفين باسم "29A" وتم إرسالهم إلى مجموعات مكافحة الفيروسات. وبالتالي ، يجب اعتباره تهديدًا محتملاً (ولكن ليس حقيقياً) لتقنية البلوتوث أو نظام تشغيل الهواتف المحمولة بما ان الفيروس لم ينتشر أبداً خارج هذا النظام. في شهر اب من عام 2004، أظهرت تجربة قياسية عالمية أن نطاق أجهزة راديو بلوتوث من الفئة 2 يمكن أن يمتد إلى 1.78 كيلومتر (1.11 ميل) مع هوائيات اتجاهية ومضخمات إشارة. واظهر هذا تهديدًا أمنيًا محتملاً لأنه يمكّن المهاجمين من الوصول إلى أجهزة البلوتوث الضعيفة من مسافة أبعد من التوقعات. يجب أيضًا ان يكون المهاجم قابل على تلقي معلومات من الضحية لإنشاء اتصال. لا يمكن إجراء أي هجوم ضد جهاز البلوتوث الا إذا عرف المهاجم عنوان بلوتوث الجهاز وأي القنوات يتم النقل عليها ، مع انه يمكن استنتاجها في غضون بضع دقائق إذا كان الجهاز قيد الاستخدام.

#### 2005
في شهر كانون الثاني عام 2005, ظهرت دودة البرمجيات الخبيثة المتنقلة والتي عرفت ب اسم لاسكو سارفيسد. بدأت هذه الدودة باستهداف الهواتف المحمولة التي تستخدم نظام التشغيل الذي يسمى بالسيمبيان (النسخة 60) والأجهزة التي تستخدم تقنية البلوتوث حيث تقوم بتكرار ونشر نفسها على الأجهزة الأخرى. الدودة هي عبارة عن تثبيت ذاتي وتبدأ بمجرد موافقة المستخدم على نقل الملف (Velasco.sis) من جهاز آخر. وبمجرد تثبيتها ، تبدأ الدودة بالبحث عن أجهزة أخرى تعمل بتقنية البلوتوث لتقوم بإصابتها. بالإضافة إلى ذلك ، تصيب الدودة ملفات ال SIS الأخرى والموجودة على الجهاز ، مما تسمح بالنسخ إلى جهاز آخر وذلك من خلال استخدام الوسائط القابلة للإزالة (مثل الامان الرقمي والفلاش المدمج وما إلى ذلك). ومن الممكن للدودة أن تجعل الجهاز المحمول متزعزعا.
في شهر نيسان من عام 2005, قام باحثو أمن جامعة كامبريدج بنشر نتائج التنفيذ الفعلي للهجمات السلبية ضد الاقران المرتكزة على رقم التعريف الشخصي وبين أجهزة البلوتوث التجارية. وأكدوا أن الهجمات سريعة بشكل عملي ، وأن طريقة تأسيس المفتاح المتناسق في تقنية البلوتوث ضعيفة. لتصحيح هذه الثغرة ، قاموا بتصميم تطبيق الذي أظهر أن إنشاء المفتاح الغيرمتناسق والأقوى هو عملي لفئات معينة من الأجهزة ، مثل الهواتف المحمولة.
في شهر حزيران من عام 2005 , نشر يانيف شاكيد  وأفيشاي وولج  ورقة تصف الأساليب السلبية والفعالة للحصول على رقم التعريف الشخصي لرابط بلوتوث. يسمح الهجوم السلبي للمهاجم المجهز بشكل مناسب بالتنصت على الاتصالات والتحايل إذا كان المهاجم موجودًا في وقت الاقتران الأولي. تستفيد الطريقة النشطة من رسالة أنشئت خصيصًا والتي يجب دمجها عند نقطة معينة في البروتوكول ، وذلك لتكرار عملية الإقران بين المهاجم والضحية. بعد ذلك ، يمكن استخدام الطريقة الأولى للقضاء على رقم التعريف الشخصي. ويعرف الضعف الرئيسي لهذا الهجوم حيث أنه يتطلب من مستخدم الأجهزة التي تتعرض للهجوم إعادة إدخال رقم التعريف الشخصي أثناء الهجوم عندما يطالبها الجهاز بذلك. بالإضافة، قد يتطلب هذا الهجوم الفعال أجهزة مخصصة ، بما ان معظم أجهزة البلوتوث التجارية المتاحة غير قادرة على التدقيق والتوقيت الضروري.
في شهر اب من عام 2005، أصدرت الشرطة في كامبردجشاير بإنجلترا تحذيرات بشأن اللصوص الذين يستخدمون هواتف تعمل بتقنية البلوتوث من اجل تتبع الأجهزة الأخرى المتبقية في السيارات. تنصح الشرطة المستخدمين بالتأكد من إلغاء اتصالات شبكة إذا تركت اتصالات أجهزة الحاسوب المحمولة والأجهزة الأخرى مفعلة .

#### 2006
في شهر اب من عام 2006، نشر باحثون من شبكة الأمن والأمن السيبراني الفنلندي تقريرًا يحذر من العدد الكبير من الأجهزة التي تركت في حالة مرئية، وأصدر إحصائيات حول انتشار خدمات فيروسات البلوتوث المختلفة وسهولة انتشار دودة البلوتوث في النهاية.
في شهر تشرين الأول من عام 2006، في مؤتمر الأمن هاك لوكسمبورجيش ، قام كلا من كيفن فينيستري وثيري زولر ب إصدار وعرض غلاف جذر عن بعد عبر تقنية البلوتوث على نظام التشغيل ة Mac OS X v10.3.9 وv10.4. وكما أظهروا أول جهاز رقم تعريف شخصي بتقنية البلوتوث ورقائق Linkkeys ، والتي تعتمد على أبحاث Wool and Shaked.

#### 2017
في شهر نيسان من عام 2017، اكتشف باحثو الأمن في ارميس استغلالات متعددة في برنامج البلوتوث في العديد من الأنظمة الأساسية ، بما في ذلك مايكروسوفت ويندوز ولينيكس وأبل وجوجل اندرويد . تسمى هذه الثغرات الجماعية "BlueBorne". تسمح عمليات الاستغلال للمهاجم بالاتصال بأجهزة أو أنظمة بدون مصادقة ويمكنه منحها «تحكمًا كاملًا على الجهاز». تواصل ارميس بمطوري جوجل ومايكروسوفت وابل سامسونج ولينكيس حتى يتمكنوا من تصحيح برامجهم قبل الإعلان المنسق عن الثغرات في 12ايلول من عام 2017.

## الشؤون صحية
المقال الرئيسي: الأجهزة الإلكترونية اللاسلكية والصحة
يستخدم البلوتوث طيف الترددات اللاسلكية ضمن نطاق 2.4 جيجا هيرتز إلى 2.480 جيجا هيرتز، وهو اشعاع غير مؤين، مماثلة تماما للنطاق الترددي التي تستخدمها الهواتف اللاسلكية والهواتف المحمولة . حتى الآن لم يتم عرض أي دليل محدد للضرر، على الرغم من تضمين الإرسال اللاسلكي من قبل الوكالة الدولية لبحوث السرطان IARC)) في قائمة المواد المسرطنة المحتملة .
```
تبلغ الطاقة القصوى الخارجة من البلوتوث mw 100 لأجهزة الفئة الأولى، mw 2.5 لأجهزة الفئة الثانية، 1mw للأجهزة من الفئة الثالثة. حتى ان الطاقة القصوى الخارجة من الفئة الأولى اقل من الهواثف المحمولة قليلة الطاقة.
[
105
]
 مقدار الطاقة الخارجة من نظام الاتصالات المتنقلة العام (UMTS)و ((W-CMDA يساوي mw 250, ومقدار الطاقة الخارجة من النظام العالمي للاتصالات (GSM 1800/1900) يساوي mw 1000 , وايضا الطاقة الخارجة من GSM 850/900)) مقدارها mw 2000.
```

## برامج جائزة البلوتوث
كأس العالم للابتكارات عبر البلوتوث، مبادرة تسويقية لمجموعة الاهتمامات الخاصة بالبلوتوث (SIG), وهي مسابقة دولية شجعت تطوير الابتكارات للتطبيقات التي تستفيد من تقنية البلوتوث في الألعاب الرياضية ومنتجات اللياقة البدنية والرعاية الصحية . كان الهدف من هذه المسابقة هو تنشيط أسواق جديدة 
```
.
```

تحولت مبادرة كأس العالم للابتكارات عبر البلوتوث إلى جوائز اختراق البلوتوث في عام 2013. جوائز الاختراق من ضمنها برنامج البلوتوث الذي يسلط الضوء على المنتجات والتطبيقات الأكثر ابداعا المتوفرة اليوم، وقريبا سيسلط الضوء على النماذج الاولية والمشاريع التي يقودها الطلاب .

## كيفية التخلص من الأسلاك في الاتصالات
كانت الأشعة تحت الحمراء(IrDA-كالمستعملة في حواكيم التلفاز (remote control)- كانت الحل الأمثل للتخلص من الأسلاك، ولكن كان لها سلبيتان:
1. الأشعة تحت الحمراء تقنية تعتمد على خط النظر، أي: يجب عليك أن توجه الحاكوم (remote control) باتجاه التلفاز لكي تقوم بإصدار الأوامر.
2. الأشعة تحت الحمراء هي تقنية تعتمد على الفردية. فمن خلال الأشعة تحت الحمراء تستطيع أن ترسل البيانات من حاسوبك الشخصي إلى المحمول، ولكنك لا تستطيع أن ترسل هذه البيانات من حاسوبك الشخصي إلى المحمول وحاسوب آخر في نفس الوقت.

بالتالي كان الحل اختراع تقنية البلوتوث.

## تاريخ البلوتوث
منذ العام 1980 جرت محاولات حثيثة لإحلال الربط بين الاجهزة المختلفة بواسطة الأسلاك بأسلوب وطريقه جديده تعتمد على الاتصال اللاسلكي.
كل هذه المحاولات كانت تواجه مصاعب كثيره تتلخص في (الاستهلاك الإضافي للكهرباء، إلى جانب الثشويش الحاصل من الاجهزة المربوطة بعضها ببعض. كانت المشكلة الأكبر تكمن في غياب معايير واسس ثابتة ومتفق عليها من قبل الجميع.
في تلك الأثناء كان يعتقد أن تقنية الأشعة تحت الحمراء (infrared) هي البديل والحل الأمثل لعمليات الاتصال والربط اللاسلكي، ولتحقيق ذلك قامت 30 شركة ومؤسسة تقريبا في شهر أغسطس من عام 1993 (منها HP, IBM, Digital) بالعمل معا لتاْسيس ما سمي ب IrDA (Infrared Data Association). الهدف كان استحداث ميثاق (بروتوكول) متفق عليه للاستخدام في عمليات نقل المعلومات اللاسلكي عبر الاشعه تحت الحمراء (Infrared).
كان من المقدر لهذه التقنية الجديدة أن تصارع مع مشكلة صعبة وهي ضرورة الاتصال البصري بين الاجهزه المختلفة كشرط أساسي لإتمام عملية الربط. لاجل ذلك تم الاستعانة بشركة Ericsson لايجاد طريقة ربط لاسلكي تحل محل الربط السلكي. كنتيجه للابحاث توصلت كل من الشركات (Ericsson, Nokia, IBM, Toshiba, Intel) إلى صياغة مجموعه من المواصفات (specifications) المتفق عليها، والتي استقت كما من المعرفة والمعلومات من ال IrDA. قادت هذه المواصفات في النهاية إلى ايجاد وتأسيس ما يعرف بالـ (بلوتوث).
كلمة بلوتوث (بالعربية «السن الأزرق»،Bluetooth in English, Blatand in Danish) أخذت من اسم ملك دنماركي (Harald Blåtand) عاش في القرن العاشر الميلادي واشتهر بشخصيته الكاريزمية والقوية التي ساعدته في التواصل مع الاخرين والصلح والربط بين الدول الأوروبية التي كانت متخاصمة ومنغلقة في تلك الفترة.
ومما يجدر ذكره أن اختيار اسم إسكندنافي - دنماركي لهذه التكنولوجيا الجديدة يدل على المساهمة الفعاله لشركة Ericsson السويدية لايجاد هذه التقنية الفعالة.

## ميزة تقنية البلوتوث وبنية نظامها
تقنية البلوتوث اللاسلكية هي نظام اتصالات قصير المدى، صمم لكي يحل محل الكابلات لوصل الأجهزة الألكترونية القريبة المحمولة أو المثبتة.
إن ميزة تقنية البلوتوث اللاسلكية هي شدتها، طاقتها المنخفضة وتكلفتها القليلة.
يتألف نظام البلوتوث الأساسي من مرسل ومستقبل وبروتوكول مكدس.
هذا النظام يقدم العديد من الخدمات التي تمكن من الأتصال بين الأجهزة، وتبادل صفوف البيانات بين هذه الأجهزة.

## أمن البلوتوث
في كل جهاز بلوتوث هناك أربعة من الكيانات المستخدمة للحفاظ على الأمن وهي:
1. عنوان جهاز البلوتوث (BD ADDR) الذي هو عنوان مؤلف من 48-بت وهو فريد لكل جهاز بلوتوث، ويحددها جمعية مهندسي الكهرباء والإلكترونيات (جمعية مهندسي الكهرباء والإلكترونيات).
2. مفتاح الوثوقوية الخاص ذي الـ 128-بت عشوائي، ويستخدم هذا المفتاح لأغراض الوثوقوية.
3. مفتاح التشفير الخاص، بطول 8-128 بت الذي يستخدم لأغراض التشفير.
4. رقم عشوائي مؤلف من 128-بت عشوائي، ويحدد هذا الرقم جهاز البلوتوث نفسه.

ينقسم أمن البلوتوث ألى ثلاثة أوضاع:
1. الوضع الأمني 1: غير آمن
2. الوضع الأمني 2: فرض مستوى الخدمات الأمنية
3. الوضع الأمني 3: ربط مستوى الأمان القسري

الفرق بين الوضع الأمني 3 و2 هو أنه في الوضع 3 يبدأ جهاز البلوتوث الإجراءات الأمنية قبل إنشاء قناة الاتصال.

## آلية عمل تقنية البلوتوث
جهاز البلوتوث يقوم بتوليد أمواج لاسلكية بتردد يبلغ (2.45 GHz), وقيمة هذا التردد قد تم الاتفاق عليه من قبل الاتفاقية العالمية لاستعمال الأجهزة الصناعية والعلمية والطبية ISM)).
قد تظن أن إشارات الأجهزة التي تعمل بتكنولوجيا بلوتوث والموجودة في غرفة معينة، ستتداخل فيما بينها مما يؤثر في عملية الاتصال. ولكن هذا أمر بعيد الحدوث لأن الأجهزة ستكون على ترددات مختلفة وفي أوقات مختلفة مستخدمة تقنية معينة تسمى (قفزا تردديا ذا طيف منثور) (spread-spectrum frequency hopping باستخدام هذه التقنية فإن جهاز ما سيستعمل 79 ترددا فرديا مختلف بصورة عشوائية في دائرة معينة وقيمة التردد ستختلف بطريقة دورية، أي أن جهاز البلوتوث سوف يغير قيمة التردد 1600 مرة في الثانية، مما يعني أن أجهزة أكثر تستطيع الاستفادة من طيف المذياع المحدد. وعلى ذلك، فإن هناك احتمالا بعيدا جدا أن يقوم جهازا بلوتوث آخر باستعمال نفس التردد في نفس الوقت.

## تكوين شبكة شخصية بواسطة البلوتوث
عندما يتقارب جهازا بلوتوث من بعضهما البعض، فإن حديث إلكتروني سيجري لمعرفة إن كانت هناك بيانات للمشاركة أو إذا على الجهاز الأول التحكم في الجهاز الثاني. هذا الأمر كله يجري بدون الحاجة إلى ضغط أي زر أو إصدار أي أمر، فهذا الحديث الإلكتروني سيأخذ مجراه بشكل تلقائي. وعندما يتم الاتصال ما بين الجهازين، فإنه يتم تكوين شبكة معينة ما بين الجهازين. وتقوم أنظمة بلوتوث بعدئذ بإنشاء شبكة شخصية قد تمتد لغرفة كاملة أو تمتد لمتر أو أقل. وعندما يتم تكوين الـ شبكة شخصية فإن الجهازين يقومان بتغيير التردد بطريقة واحدة وفي وقت واحد حتى لا يتم التداخل مع شبكات شخصية أخرى التي قد تكون موجودة في نفس المكان.

## تزويد الحاسوب بتقنية بلوتوث
- شراء جهاز (وصلة)بلوتوث خارجية.
- الجهاز يوصل مع الحاسوب عن طريق يو إس بي.
- تعريف الوصلة الجديدة.
- علماً أن الوصلة متوفرة بأحجام وأسعار مختلفة.

## إصدارات البلوتوث
فيما يلي عرض لاهم إصدارات البلوتوث المعروفة:
1. بلوتوث 1.0 و 1.0B: عانى هذا الإصدار من مشاكل تتعلق بالامن والحماية، كانت بسبب استخدام الـ (Bluetooth Hardware Device Address Transmission "BD_ADDR"). الحد الأقصى لمعدل البيانات 732.2 كيلو بت / ثانية.
2. بلوتوث 1.1:

إضافة مؤشر قوة الإشارة "Received Signal Strength Indication (RSSI)", الحد الأقصى لمعدل البيانات 732.2 كيلو بت / ثانية.
1. بلوتوث 1.2:

أقل حساسية لساكنة المتدخل (مثل الشبكة المحلية اللاسلكية (التكيف عن طريق التنقل بين التردد الانتشار الطيفي (AFH)،
علبة أنواع جديدة من أجل نقل متزامن (إسكو)
الحد الأقصى لمعدل البيانات من 1 ميغابايت
تحديدا في تشرين الثاني / نوفمبر 2003.
1. بلوتوث 2.0 + EDR:

صدر في عام 2004 وكان متوافق مع الاصدرات السابقة والفرق الرئيسي هو سرعة نقل البيانات EDR التي وصلت إلى 3 ميجا /ثانية مع ان السرعة الحقيقية التي وصلها كانت 2.1 ميجا / ثانية.
1. بلوتوث 2.1 + EDR: صدر في عام 2007 لزيادة نسبه الامان وتوافق مع الأجهزة الأخرى وثبات في النقل.
2. بلوتوث 3.0 + HS: صدر في عام 2009 يوفر بلوتوث 3.0 + HS النظرية سرعات نقل بيانات تصل إلى 24 ميغابت / ثانية، ولكن ليس عبر الارتباط بلوتوث نفسها. يتم استخدام خط بلوتوث للارتباط وإنشاء اقتران ويتم تنفيذ حركة المرور البيانات عن طريق شبكة وايرلس اللاسلكية
3. بلوتوث 4.0: صدر في عام 2010 وهو يتضمن بلوتوث الكلاسيكية، وتقنية بلوتوث عالية السرعة والبروتوكولات منخفضة الطاقة. ويستند بلوتوث على السرعة عالية وعلى واي فاي، ويدعم الإصدارات الأقدم--. ويقوم بتوفير كبير في الطاقة.

## مشاكل حلها البلوتوث
إن توصيل جهازين إلكترونيين مع بعضهما البعض يحتاج إلى توافق في العديد من النقاط، من هذه النقاط نذكر
1- كمية الأسلاك اللازمة لتوصيل جهازين: ففي بعض الأحيان يكون سلكين فقط مثل توصيل الأجهزة الصوتية بالسماعات وفي أحيان أخرى يتطلب الأمر 8 أسلاك ويصل حتى 25 سلك كالوصلات المستخدمة في الحاسوب وأجهزته الطرفية.
2- نوعية التوصيل المستخدم بين الأجهزة لتبادل المعلومات: هل هو على التوالي أم على التوازي؟ فمثلاً الحاسوب يستخدم الطريقتين للتوصيل من خلال المخارج المثبتة في اللوحة الأم فتصل الطابعة مع الحاسوب على التوازي أما
ما الفرق بين البلوتوث والاتصال اللاسلكي؟
الاتصال اللاسلكي مستخدم في العديد من التطبيقات، مثل التوصيل من خلال استخدام الأشعة تحت الحمراء وهي أشعة ضوئية لا ترى بالعين وتعرف باسم الأشعة تحت الحمراء لأن لها تردد أصغر من تردد الضوء الأحمر. تستخدم الأشعة تحت الحمراء في أجهزة التحكم عن بعد في التلفاز Remote Control))وتعرف باسم Infrared Data Association وتختصر بـ IrDA كما أنها تستخدم في العديد من الأجهزة الطرفية للحاسوب. لكن الأجهزة المعتمدة على الأشعة تحت الحمراء لها ثلاث مشاكل هي:
المشكلة الأولى: أن التكنولوجيا المستخدمة فيها الأشعة تحت الحمراء تعمل في مدى الرؤية فقط line of sight أي يجب توجيه جهاز التحكم عن بعد إلى التلفاز مباشرة للتحكم به.
المشكلة الثانية: أن التكنولوجيا المستخدمة فيها الأشعة تحت الحمراء هي تكنولوجيا واحد إلى واحد one to one أي يمكن تبادل المعلومات بين جهازين فقط فمثلاً يمكن تبادل المعلومات بين جهاز الحاسوب العادي وجهاز الحاسوب المحمول بواسطة الأشعة تحت الحمراء أما تبادل المعلومات بين الحاسوبين وجهاز الهاتف المحمول فلا يمكن. المشكلة الثالثة: وتتجلى في كون الشركات المصنعة لأجهزة الموبايل مثلاً تقوم باعتماد بروتوكولات نقل مختلفة. وعلى سبيل المثال فإن جهاز من إنتاج شركة سامسونج لا يستطيع إرسال المعلومات إلى جهاز من إنتاج سيمينس. ومثال آخر هو أن أجهزة Nokia 6610 7210 6100 مثلاً لا تستطيع إرسال أي معلومات من خلال فتحة IrDA ولا تستطيع استقبال المعلومات إلا من جهاز حاسوب.
جاءت تكنولوجيا البلوتوث للتغلب على المشاكل المذكورة أعلاه، حيث قامت شركات عديدة مثل سيمينس وإنتل وموتورولا وتوشيبا وإركسون بتطوير مواصفات خاصة مثبته في لوحة صغيرة radio module تثبت في أجهزة الحاسوب والهواتف وأجهزة التسلية الإلكترونية لتدعم هذه الأجهزة تقنية البلوتوث وسنتمكن بعدها من الاستفادة من ميزاتها على النحو التالي:
1. أجهزة بدون أسلاك: وهذا يجعل نقل الأجهزة وترتيبها في السفر أو في البيت سهلاً وبدون متاعب.
2. تقنية رخيصة التكاليف: غير مكلفة بالمقارنة بالأجهزة الحالية.

ويأتي البلوتوث على شكل كرت كمبيوتر، أو على شكل دنقل في مدخل اليو إيس بي أو قد يأتي مدمجاً في الموبايل نفسه أو أي قطعة ألكترونية.
أما بخصوص الـ USB Dongle، فهو مفيد للهواتف ولنقل البيانات وسعره مناسب جداً
البلوتوث متوفر في الأسواق وبكميات كبيرة، وأسعاره متفاوته ومختلفة ولكن كإستخادم للبلوتوث مع الهواتف، فأنصح باستخدام الـ USB Dongle، وليس شريحة حاسوب BT PC Card، لأن البطاقة سعرها مرتفع وهي مفيدة للشبكات.
وهذه مجموعة صور مختارة للبلوتوث بأشكاله وأنواعه:
وصلة البلوتوث من شركة MSI وهي الوصلة التي استخدمها حالياً وهي ممتازة وسريعة، في الكتاب الخاص مع نفس القطعة يقال أن مداها 200 متر، لكن مع الجوال ما وصلت أكثر من 10.

## أنماط عمل البلوتوث
- A2DP: نمط نشر الصوت المتقدم: وهو أحد أنماط عمل البلوتوث المخصصة لنقل الصوت، وهو أحادي الجهة، بمعنى أنه يؤمن نقل الصوت من الجوال إلى سماعات الرأس دون نقل الأوامر من السماعات إلى الجوال.
- AVRCP: نمط التحكم عن بعد بالصوت والفيديو: وهو أحد أنماط عمل البلوتوث ويستعمل للتحكم بتشغيل الصوت والفيديو، فهو يؤمن نقل أوامر التحكم القياسية كالتشغيل والإيقاف، ويمكن للجوال أن يستعمل الـ A2DP لإرسال الصوت إلى السماعة في حين تستعمل السماعة الـ AVRCP لإعطاء الجوال أوامر التحكم.
- BIP: نمط التحكم الأساسي بالصور: وهو أحد أنماط عمل البلوتوث ويضم العديد من العمليات المتعلقة بالصور. يعد إرسال الصور من أكثر استخدامات الـ BIP شيوعاً، كما توجد استخدامات أكثر تقدماً للـ BIP كسحب الصور ودعم الطباعة المتقدمة والأرشفة التلقائية والتحكم عن بعد بالكاميرا وإظهار الصور الملتقطة عن بعد.
- BPP: نمط التحكم الأساسي بالطباعة: وهو أحد أنماط عمل البلوتوث المخصص للطباعة المباشرة من الجوال إلى الطابعة (التي تدعم البلوتوث) حيث يتمكن الـ BPP من إرسال المعلومات إلى الطابعة دون الحاجة إلى تعريفها على الجوال.
- DUN: نمط النفاذ عبر المودم: وهو أحد أنماط عمل البلوتوث المخصص لربط الجوالات القادرة على تصفح الوب مع الحاسبات ليتمكن الحاسب من الدخول إلى الإنترنت عبر الجوال (حيث يعمل الجوال هنا عمل المودم).
- FAX: نمط عمل الناسوخ: وهو أحد أنماط عمل البلوتوث والذي صمم لتتمكن الحاسبات من استعمال الجوال الداعم للبلوتوث كالناسوخ.
- FTP: نمط نقل الملفات: وهو أحد أنماط عمل البلوتوث والتي تسمح للجوال الداعم للبلوتوث من استعراض الملفات الموجودة على جهاز آخر (جوال أو غيره) لتبادل الملفات بين الجهازين.
- GAVDP: نمط النشر العام للصوت والمقاطع: وهو أحد أنماط عمل البلوتوث والذي يشكل الطبقة التحتية التي بني عليها نمطي الـ A2DP والـ VDP. لكن ومع ذلك فمن الممكن أيضاً الاستفادة منه كنمط عمل لنقل الصوت من الجوال إلى سماعة الرأس.
- GAP: وهو نمط عمل بدائي جداً ويشكل الطبقة الأساسية لباقي أنماط عمل البلوتوث.
- HFP: نمط الأجهزة التي لا تشغّل باليد: وهو أحد أنماط عمل البلوتوث المصممة لدعم الاتصال اللاسلكي ثنائي الجهة بين سماعة الرأس والجوال، يكثر استعماله في السيارات فيظهر الصوت عبر نظام السيارة الصوتي بصيغة ستيريو دون الحاجة إلى إخراج الجوال من الجيب.
- HID: نمط أجهزة التفاعل البشري: وهو أحد أنماط عمل البلوتوث للتحكم عن بعد بجهاز من خلال الآخر. وكمثال شائع عن ذلك فمن الممكن استخدام الـ HID لإدخال البيانات إلى الجوال من خلال لوحة مفاتيح قياسية تعمل على البلوتوث. أو بالعكس كأن تستخدم لوحة مفاتيح الجوال للتحكم بجهاز آخر كالتلفاز مثلاُ.
- HSP: نمط السماعات: وهو أحد أنماط عمل البلوتوث المصممة لدعم الاتصال اللاسلكي ثنائي الجهة بين سماعة الرأس والجوال. يتميز الـ HSP عن شبيهه الـ HFP بأنه يسمح بإرسال واستقبال الصوت في آن واحد، لكن الـ HFP يفوق الـ HSP في أنه يزود السماعات بصوت ستيريو.
- LAP: نمط النفاذ إلى الشبكة المحلية: وهو أحد أنماط عمل البلوتوث المصممة لتمكين الجوال من الدخول إلى الشبكة المحلية أو شبكة الإنترنت عبر جهاز آخر يملك اتصالاً فيزيائياً معها.
- OPP: نمط دفع الأغراض: وهو أحد أنماط عمل البلوتوث يسمح بنقل ملفات كالصور والمعلومات الشخصية من جوال إلى آخر. كما تقوم الجوالات التي تدعم نمط الـ OPP بإرسال المعلومات الشخصية فقط على هيئة بطاقة الزيارة.
- PAN: نمط الشبكة الشخصية: وهو أحد أنماط عمل البلوتوث والذي يسمح بإنشاء شبكات لاسلكية ما بين الأجهزة القريبة، لكن مدى تلك الشبكات لا يتعدى الـ 10 أمتار، وبالتالي فهو أقل بكثير من مدى شبكات الـ WLAN.
- PBAP: نمط النفاذ إلى دفتر الهاتف: وهو أحد أنماط عمل البلوتوث التي تسمح بتبادل معطيات دفتر الهاتف بين جهازين، وعادةً ما تكون بين نظام الاتصال في السيارة وبين الجوال لتتمكن السيارة من عرض اسم الشخص المتصل.
- SPP: نمط المأخذ التسلسلي: وهو أحد أنماط عمل البلوتوث المصممة لمنافسة المأخذ التسلسلي للحاسب وذلك بغية توفير بديل لاسلكي عن بروتوكول الاتصال RS-232.
- SAP: نمط النفاذ إلى بطاقة السيم: وهو أحد أنماط عمل البلوتوث المخصص لمشاركة معلومات السيم بشكل آمن مع جوال GSM آخر. عادةً ما يستعمل هذا النمط في أنظمة السيارات المتقدمة حيث يكون للسيارة آلية بث GSM خاصة لكنها متصلة بجوال السائق عبر البلوتوث وتعتمد على بطاقة السيم الموجودة فيه.
- VDP: نمط نشر الفيديو: وهو أحد أنماط عمل البلوتوث والذي يسمح ببث الفيديو. يمكن الاستفادة منه في بث الفيديو من الحاسب إلى الجوال.
- ESDP: نمط دليل الخدمة الموسع: وهو أحد أنماط عمل البلوتوث والذي يمكن الجوال من استكشاف الأجهزة القريبة منه والتي تدعم نظام التركيب والتشغيل العالمي (UPnP).
- نمط اتصال كاميرة: هو أحد أنواع الذي يسمح اتصال كاميرة ويب بالحاسوب